# 中國國家女子排球隊
中國國家女子排球隊，简称中国女排，是中华人民共和国的女子排球國家隊，由中国排球协会及国家体育总局排球管理中心直接管理，是中國近代各體育運動團隊中成績最為突出的團隊之一，也是世界女子排壇的傳統勁旅。曾在1984年、2004年、2016年获得过夏季奥林匹克运动会冠军，在現時國際排球總會（FIVB）世界排名第五。
現任主教練為赵勇。
中國女排曾於1981年、1982年、1984年、1985年、1986年、2003年、2004年、2015年、2016年和2019年十度成為排球「三大赛事」的世界冠軍，也是中国三大球項目中唯一拿到過世界冠军的队伍。并于在2011年、2014年、2015年和2016年四度获得CCTV体坛风云人物评选「最佳团队奖」。

## 世界冠军纪录
自成立至2024年，中国女排共夺得十次世界冠軍：
| 年份     | 世界大賽冠軍                                     | 主教练 | 队员 | 亚军     | 季军   |
| -------- | ------------------------------------------------ | ------ | --- | -------- | ------ |
| 1981年 # | 第3屆世界盃 * · （主辦國： 日本）                | 袁偉民 | 孫晉芳、張蓉芳、郎平、陳亞瓊、周曉蘭、楊希、 朱玲、曹慧英、陳招娣、周鹿敏、張潔雲、梁豔                                | 日本     | 苏联   |
| 1982年 # | 第9屆世界女排錦標賽 · （主辦國： 秘魯）          | 袁偉民 | 孫晉芳、張蓉芳、郎平、陳亞瓊、周曉蘭、楊錫蘭、 梁豔、姜英、鄭美珠、曹慧英、楊希、陳招娣                                | 秘魯     | 美国   |
| 1984年 # | 洛杉磯奧運會 · （主辦國： 美国）                 | 袁偉民 | 張蓉芳、郎平、朱玲、周曉蘭、楊錫蘭、梁豔、 姜英、侯玉珠、蘇惠娟、李延軍、楊曉君、鄭美珠                                | 美国     | 日本   |
| 1985年 # | 第4屆世界盃 * · （主辦國： 日本）                | 鄧若曾 | 郎平、楊曉君、侯玉珠、鄭美珠、梁豔、巫丹、 姜英、楊錫蘭、殷勤、李延軍、蘇惠娟、林國清                                  | 古巴     | 苏联   |
| 1986年 # | 第10屆世界女排錦標賽 · （主辦國： 捷克斯洛伐克） | 張蓉芳 | 楊曉君、鄭美珠、侯玉珠、梁豔、巫丹、姜英、 楊錫蘭、殷勤、李延軍、蘇惠娟、劉瑋、胡小鳳                                  | 古巴     | 秘魯   |
| 2003年   | 第9屆世界盃 * · （主辦國： 日本）                | 陳忠和 | 劉亞男、馮坤、周蘇紅、楊昊、王麗娜、趙蕊蕊、 張萍、張娜、張越紅、宋妮娜、李珊、陳靜                                    | 巴西     | 美国   |
| 2004年   | 雅典奧運會 · （主辦國： 希腊）                   | 陳忠和 | 劉亞男、周蘇紅、楊昊、馮坤、王麗娜、趙蕊蕊、 張萍、張娜、張越紅、宋妮娜、李珊、陳靜                                    | 俄羅斯   | 古巴   |
| 2015年   | 第12屆世界盃 * · （主辦國： 日本）               | 郎平   | 朱婷、劉曉彤、劉晏含、袁心玥、楊珺菁、顏妮、 張曉雅、曾春蕾、張常寧、沈靜思、魏秋月、丁霞、 林莉、王夢潔               | 塞爾維亞 | 美国   |
| 2016年   | 里約奧運會 · （主辦國： 巴西）                   | 郎平   | 袁心玥、朱婷、杨方旭、龚翔宇、魏秋月、张常宁、 刘晓彤、徐云丽、惠若琪、林莉、丁霞、颜妮                                | 塞爾維亞 | 美国   |
| 2019年   | 第13屆世界盃 * · （主辦國： 日本）               | 郎平   | 袁心玥、朱婷、杨涵玉、龚翔宇、王媛媛、曾春蕾、 張常寧、刘晓彤、姚笛、李盈莹、郑益昕、林莉、 丁霞、顏妮、王夢潔、劉晏含 | 美国     | 俄羅斯 |

# 按：世界三大賽五連冠。 
* 按：世界盃是單循環賽制，故沒有冠軍決賽。

## 球員名单

### 现役陣容 (2024巴黎奧運會名单)
- 主教練: 蔡斌 [4]

| 号码 | 球员姓名 | 背衫名      | 出生日期       | 身高(cm) | 目前效力俱乐部 (2024-25賽季) | 位置     |
| ---- | -------- | ----------- | -------------- | -------- | ---------------------------- | -------- |
| 1    | 袁心玥   | YUAN X.Y.   | 1996年12月21日 | 201      | 瓦基弗银行                   | MB       |
| 2    | 朱婷     | ZHU.T.      | 1994年11月29日 | 198      | 科內利亞諾                   | OH       |
| 3    | 刁琳宇   | DIAO L.Y.   | 1994年4月7日   | 182      | 江苏中天钢铁                 | S        |
| 5    | 高意     | GAO.Y.      | 1998年6月22日  | 193      | 上海光明優倍                 | MB       |
| 6    | 龚翔宇   | GONG X.Y.   | 1997年4月21日  | 186      | 江苏中天钢铁                 | OP       |
| 7    | 王媛媛   | WANG Y.Y.   | 1997年7月14日  | 195      | 天津渤海銀行                 | MB       |
| 9    | 张常宁   | ZHANG C.N.  | 1995年11月6日  | 195      | 江苏中天钢铁                 | OH       |
| 12   | 李盈莹   | LI Y.Y.     | 2000年2月19日  | 192      | 天津渤海銀行                 | OH       |
| 14   | 郑益昕   | ZHENG Y.X.  | 1995年5月6日   | 187      | 福建安溪鐵觀音               | OP       |
| 16   | 丁霞     | DING.X.     | 1990年1月13日  | 180      | 辽宁东港草莓联盟             | S        |
| 18   | 王梦洁   | WANG M.J.   | 1995年11月14日 | 172      | 北京汽车                     | L        |
| 21   | 吳夢潔   | WU M.J.     | 2002年9月10日  | 189      | 江苏中天钢铁                 | OH       |
| 22   | 庄宇珊   | ZHUANG Y.S. | 2003年4月28日  | 184      | 福建安溪鐵觀音               | OH (*AP) |

- : 队长
- 位置: S：二传（Setter） OH：主攻手（Outside Hitter） MB：副攻手（Middle Blocker） OP：接應二傳（Opposite）  L：自由球員（Libero）
- *AP: Alternate player（後補球員）

### 历代阵容

#### 历代主教练
| 名字   | 国籍 | 出生地 | 在任期間       | 任期     | 世锦赛战绩 | 奥运会战绩 | 世界杯战绩 |
| ------ | ---- | ------ | -------------- | -------- | ---------- | ---------- | ---------- |
| 袁伟民 | 中国 | 江苏   | 1976年－1984年 | 8年      |            |            |            |
| 邓若曾 | 中国 | 四川   | 1984年－1985年 | 1年      | -          | -          |            |
| 张蓉芳 | 中国 | 四川   | 1986年－1987年 | 1年      |            | -          | -          |
| 李耀先 | 中国 | 辽宁   | 1987年－1988年 | 1年      | -          | -          |            |
| 胡进   | 中国 | 四川   | 1989年－1992年 | 3年      |            | -          |            |
| 栗晓峰 | 中国 | 辽宁   | 1993年－1994年 | 1年9个月 | -          | -          | -          |
| 郎平   | 中国 | 天津   | 1995年－1999年 | 4年      |            |            |            |
| 胡进   | 中国 | 四川   | 1999年－2000年 | 2年      | -          | -          | -          |
| 陈忠和 | 中国 | 福建   | 2001年－2008年 | 8年      | -          |            |            |
| 蔡斌   | 中国 | 上海   | 2009年－2010年 | 1年      | -          | -          | -          |
| 王宝泉 | 中国 | 天津   | 2010年         | 5个月    | -          | -          | -          |
| 俞觉敏 | 中国 | 浙江   | 2010年－2012年 | 2年      | -          | -          |            |
| 郎平   | 中国 | 天津   | 2013年－2021年 | 8年      |            |            |            |
| 蔡斌   | 中国 | 上海   | 2022年－2024年 | 2年      | -          | -          | -          |
| 赵勇   | 中国 | 辽宁   | 2025年－       |          | -          | -          | -          |

#### 历代隊長
| 名字   | 位置 | 出生地 | 在任期間       | 在任年齡 | 備註                                                         |
| ------ | ---- | ------ | -------------- | -------- | ------------------------------------------------------------ |
| 曹慧英 | 副攻 | 河北   | 1976年         | 22       | 首任隊長                                                     |
| 孫晉芳 | 二傳 | 江苏   | 1977年－1982年 | 22－27   |                                                              |
| 張蓉芳 | 主攻 | 四川   | 1983年－1984年 | 26－27   | 於1986年至1987年成為中國國家女子排球隊主教練                 |
| 郎平   | 主攻 | 天津   | 1985年         | 25       | 於1995年至1998年及2013年至2021年成為中國國家女子排球隊總教練 |
| 楊錫蘭 | 二傳 | 天津   | 1986年－1988年 | 25－27   |                                                              |
| 蘇慧娟 | 二傳 | 天津   | 1989年－1990年 | 25－26   |                                                              |
| 許新   | 主攻 | 上海   | 1991年         | 23       |                                                              |
| 李國君 | 主攻 | 上海   | 1992年         | 26       |                                                              |
| 賴亞文 | 副攻 | 辽宁   | 1993年－1998年 | 23－28   | 於1999年起，任国家女排助理教练。                             |
| 孫玥   | 主攻 | 江苏   | 1999年－2000年 | 26－27   |                                                              |
| 吳詠梅 | 副攻 | 河北   | 2001年         | 26       |                                                              |
| 馮坤   | 二傳 | 北京   | 2001年－2008年 | 23－30   | 於2007年因傷病由周蘇紅代任隊長                               |
| 周蘇紅 | 接應 | 浙江   | 2007年         | 28       |                                                              |
| 魏秋月 | 二傳 | 天津   | 2009年－2012年 | 21－24   |                                                              |
| 惠若琪 | 主攻 | 江苏   | 2013年－2016年 | 22－26   | 於2015年世界盃女子排球賽期间因傷病由曾春蕾代任隊長出征       |
| 曾春蕾 | 接應 | 北京   | 2015年         | 26       |                                                              |
| 朱婷   | 主攻 | 河南   | 2017年－2021年 | 22－27   |                                                              |
| 袁心玥 | 副攻 | 重慶   | 2022年－2024年 | 25－27   |                                                              |
| 龚翔宇 | 接應 | 江苏   | 2025年－至今   | 28－     |                                                              |

#### 历代球員阵容（2016-2019）
- 2019年世界盃女子排球賽中国女排16人名单

| 号码 | 球员姓名 | 背衫名     | 出生日期       | 身高(cm) | 所属俱乐部(2019-20賽季) | 场上位置          |
| ---- | -------- | ---------- | -------------- | -------- | ----------------------- | ----------------- |
| 1    | 袁心玥   | YUAN X.Y.  | 1996年12月21日 | 201      | 八一深圳                | 副攻 (MB)         |
| 2    | 朱婷     | ZHU T.     | 1994年11月29日 | 198      | 天津渤海銀行            | 主攻 (OS) ( 队长) |
| 4    | 杨涵玉   | YANG H.Y.  | 1999年10月23日 | 197      | 山东體彩                | 副攻 (MB)         |
| 6    | 龚翔宇   | GONG X.Y.  | 1997年4月21日  | 187      | 江苏中天钢铁            | 接应 (OP)         |
| 7    | 王媛媛   | WANG Y.Y.  | 1997年7月14日  | 195      | 天津渤海銀行            | 副攻 (MB)         |
| 8    | 曾春蕾   | ZENG C.L.  | 1989年11月3日  | 187      | 北京汽车                | 接应 (OP)         |
| 9    | 张常宁   | ZHANG C.N. | 1995年11月6日  | 195      | 江苏中天钢铁            | 主攻 (OS)         |
| 10   | 刘晓彤   | LIU X.T.   | 1990年2月16日  | 188      | 北京汽车                | 主攻 (OS)         |
| 11   | 姚迪     | YAO D.     | 1992年8月15日  | 182      | 天津渤海銀行            | 二传 (S)          |
| 12   | 李盈莹   | LI Y.Y.    | 2000年2月19日  | 192      | 天津渤海銀行            | 主攻 (OS)         |
| 14   | 鄭益昕   | ZHENG Y.X. | 1995年5月6日   | 187      | 福建安溪铁观音          | 副攻 (MB)         |
| 15   | 林莉     | LIN L.     | 1992年7月5日   | 171      | 福建安溪铁观音          | 自由人 (L)        |
| 16   | 丁霞     | DING X.    | 1990年1月13日  | 180      | 遼寧营口鲅鱼圈          | 二传 (S)          |
| 17   | 颜妮     | YAN N.     | 1987年3月2日   | 192      | 遼寧营口鲅鱼圈          | 副攻 (MB)         |
| 18   | 王梦洁   | WANG M.J.  | 1995年11月14日 | 172      | 山东體彩                | 自由人 (L)        |
| 19   | 刘晏含   | LIU Y.H.   | 1993年1月19日  | 190      | 八一深圳                | 主攻 (OS)         |

- 2018年亞洲運動會14人名单

| 号码 | 球员姓名 | 背衫名    | 出生日期       | 身高(cm) | 所属俱乐部(2017-18賽季) | 场上位置      |
| ---- | -------- | --------- | -------------- | -------- | ----------------------- | ------------- |
| 1    | 袁心玥   | YUAN X.Y. | 1996年12月21日 | 201      | 八一深圳                | 副攻          |
| 2    | 朱婷     | ZHU T.    | 1994年11月29日 | 198      | 瓦基弗银行              | 主攻（ 队长） |
| 6    | 龚翔宇   | GONG X.Y. | 1997年4月21日  | 187      | 江苏中天钢铁            | 接应          |
| 8    | 曾春蕾   | ZENG C.L. | 1989年11月3日  | 187      | 北京汽车                | 接应          |
| 10   | 刘晓彤   | LIU X.T.  | 1990年2月16日  | 188      | 北京汽车                | 主攻          |
| 11   | 姚迪     | YAO D.    | 1992年8月15日  | 182      | 天津渤海銀行            | 二传          |
| 12   | 李盈莹   | LI Y.Y.   | 2000年2月19日  | 192      | 天津渤海銀行            | 主攻          |
| 13   | 刁琳宇   | DIAO L.Y. | 1994年4月7日   | 182      | 江苏中天钢铁            | 二传          |
| 15   | 林莉     | LIN L.    | 1992年7月5日   | 171      | 福建安溪铁观音          | 自由人        |
| 16   | 丁霞     | DING X.   | 1990年1月13日  | 180      | 遼寧三生製藥沙鷗        | 二传          |
| 17   | 颜妮     | YAN N.    | 1987年3月2日   | 192      | 遼寧三生製藥沙鷗        | 副攻          |
| 18   | 王梦洁   | WANG M.J. | 1995年11月14日 | 172      | 山东體彩                | 自由人        |
| 20   | 段放     | DUAN F.   | 1994年12月26日 | 188      | 遼寧三生製藥沙鷗        | 主攻          |
| 25   | 胡铭媛   | HU M.Y.   | 1996年5月17日  | 187      | 遼寧三生製藥沙鷗        | 副攻          |

- 原本进入名单的张常宁及杨方旭因傷未完全康復而臨時退賽

- 2017年女排大冠軍盃14人名單

| 号码 | 球员姓名 | 背衫名     | 出生日期       | 身高(cm) | 所属俱乐部(2017-18賽季) | 场上位置      |
| ---- | -------- | ---------- | -------------- | -------- | ----------------------- | ------------- |
| 1    | 袁心玥   | YUAN X.Y.  | 1996年12月21日 | 201      | 八一深圳                | 副攻          |
| 2    | 朱婷     | ZHU T.     | 1994年11月29日 | 198      | 瓦基弗银行              | 主攻（ 队长） |
| 6    | 龚翔宇   | GONG X.Y.  | 1997年4月21日  | 187      | 江苏中天钢铁            | 接应          |
| 7    | 刁琳宇   | DIAO L.Y.  | 1994年4月7日   | 182      | 江苏中天钢铁            | 二传          |
| 8    | 姚迪     | YAO D.     | 1992年8月15日  | 182      | 天津渤海銀行            | 二传          |
| 9    | 张常宁   | ZHANG C.N. | 1995年11月6日  | 195      | 江苏中天钢铁            | 主攻          |
| 10   | 刘晓彤   | LIU X.T.   | 1990年2月16日  | 188      | 北京汽车                | 主攻          |
| 12   | 鄭益昕   | ZHENG Y.X. | 1995年5月6日   | 187      | 福建安溪铁观音          | 副攻          |
| 13   | 王辰玥   | WANG C.Y.  | 1995年8月22日  | 193      | 江苏中天钢铁            | 副攻          |
| 15   | 林莉     | LIN L.     | 1992年7月5日   | 171      | 福建安溪铁观音          | 自由人        |
| 16   | 丁霞     | DING X.    | 1990年1月13日  | 180      | 遼寧三生製藥沙鷗        | 二传          |
| 18   | 王夢潔   | WANG M.J.  | 1995年11月14日 | 172      | 山东體彩                | 自由人        |
| 20   | 顏妮     | YAN N.     | 1987年3月2日   | 192      | 遼寧三生製藥沙鷗        | 副攻          |
| 22   | 曾春蕾   | ZENG C.L.  | 1989年11月3日  | 187      | 卡萨尔马焦雷            | 接应          |

- 2016年中国女排奥运会12人名单

| 号码 | 队员名 | 背衫名     | 出生日期       | 身高(cm) | 所属俱乐部(2015-2016賽季) | 场上位置     |
| ---- | ------ | ---------- | -------------- | -------- | ------------------------- | ------------ |
| 1    | 袁心玥 | YUAN X.Y.  | 1996年12月21日 | 201      | 深圳八一女排              | 副攻         |
| 2    | 朱婷   | ZHU T.     | 1994年11月29日 | 198      | 廣東恆大                  | 主攻         |
| 3    | 杨方旭 | YANG F.X.  | 1994年10月6日  | 190      | 山东體彩女排              | 接应         |
| 6    | 龚翔宇 | GONG X.Y.  | 1997年4月21日  | 187      | 江苏中天钢铁女排          | 接应         |
| 7    | 魏秋月 | WEI Q.Y.   | 1988年9月26日  | 182      | 天津渤海銀行女排          | 二传         |
| 9    | 张常宁 | ZHANG C.N. | 1995年11月6日  | 193      | 江苏中天钢铁女排          | 主攻/接应    |
| 10   | 刘晓彤 | LIU X.T.   | 1990年2月16日  | 188      | 北京汽车女排              | 主攻         |
| 11   | 徐云丽 | XU Y.L.    | 1987年8月2日   | 196      | 福建阳光城女排            | 副攻         |
| 12   | 惠若琪 | HUI R.Q.   | 1991年3月4日   | 192      | 江苏中天钢铁女排          | 主攻（队长） |
| 15   | 林莉   | LIN L.     | 1992年7月5日   | 171      | 福建阳光城女排            | 自由人       |
| 16   | 丁霞   | DING X.    | 1990年1月13日  | 180      | 辽宁大连金普新区女排      | 二传         |
| 17   | 颜妮   | YAN N.     | 1987年3月2日   | 192      | 辽宁大连金普新区女排      | 副攻         |

- 2016年中國國家女排22人集訓大名单

| 号码 | 队员名 | 背衫名     | 出生日期       | 身高(cm) | 所属俱乐部(2015-2016賽季) | 场上位置  |
| ---- | ------ | ---------- | -------------- | -------- | ------------------------- | --------- |
| 1    | 袁心玥 | YUAN X.Y.  | 1996年12月21日 | 199      | 深圳八一女排              | 副攻      |
| 2    | 朱婷   | ZHU T.     | 1994年11月29日 | 195      | 河南鑫苑女排              | 主攻      |
| 3    | 杨方旭 | YANG F.X.  | 1994年10月6日  | 190      | 山东體彩女排              | 接应      |
| 4    | 劉曉彤 | LIU X.T.   | 1990年2月16日  | 188      | 北京汽车女排              | 主攻      |
| 5    | 沈静思 | SHEN J.S.  | 1989年5月3日   | 186      | 深圳八一女排              | 二传      |
| 6    | 杨珺菁 | YANG J.J.  | 1989年5月15日  | 190      | 深圳八一女排              | 副攻      |
| 7    | 魏秋月 | WEI Q.Y.   | 1988年9月26日  | 182      | 天津渤海銀行女排          | 二傳      |
| 8    | 曾春蕾 | ZENG C.L.  | 1989年11月3日  | 187      | 北京汽车女排              | 接应      |
| 9    | 张常宁 | ZHANG C.N. | 1995年11月6日  | 193      | 江苏中天钢铁女排          | 主攻/接应 |
| 10   | 姚迪   | YAO D.     | 1992年8月15日  | 182      | 天津渤海銀行女排          | 二傳      |
| 11   | 徐云丽 | XU Y.L.    | 1987年8月2日   | 196      | 福建阳光城女排            | 副攻      |
| 12   | 惠若琪 | HUI R.Q.   | 1991年3月4日   | 192      | 江苏中天钢铁女排          | 主攻      |
| 13   | 张晓雅 | ZHANG X.Y. | 1992年10月4日  | 189      | 四川勁浪體育女排          | 副攻      |
| 14   | 龔翔宇 | GONG X.Y.  | 1997年4月21日  | 187      | 江苏中天钢铁女排          | 接应      |
| 15   | 林莉   | LIN L.     | 1992年7月5日   | 171      | 福建阳光城女排            | 自由人    |
| 16   | 丁霞   | DING X.    | 1990年1月13日  | 180      | 辽宁大连金普新区女排      | 二传      |
| 17   | 颜妮   | YAN N.     | 1987年3月2日   | 192      | 辽宁大连金普新区女排      | 副攻      |
| 18   | 王梦洁 | WANG M.J.  | 1995年11月14日 | 172      | 山东體彩女排              | 自由人    |
| 19   | 劉晏含 | LIU Y.H.   | 1993年1月19日  | 190      | 深圳八一女排              | 主攻      |
| 21   | 王寧   | WANG N.    | 1994年5月14日  | 189      | 天津渤海銀行女排          | 副攻      |
| 22   | 陳展   | CHEN Z.    | 1990年10月11日 | 180      | 江苏中天钢铁女排          | 自由人    |
| 26   | 單丹娜 | SHAN D.N.  | 1991年10月8日  | 168      | 浙江嘉善農商銀行女排      | 自由人    |

## 球隊历史

### 早期历史
排球何時傳入中國，在正式歷史文獻上已經無從稽考。不過根據一些零碎資料所指出，排球最早大約在清朝末期的1905年左右，經由華南沿岸地區和香港等地傳入中國內地，和排球起源相關的基督教青年會亦扮演著一定傳播角色。當時廣東和福建等華南沿岸各省，是中國排球發展較為蓬勃的地區，廣東台山更有「排球之鄉」稱號。
民國時代，排球已在中國各地廣泛地發展，不過當時最主流的是9人排球，1913年第一屆遠東運動會，便已派隊參加排球項目。
50年代，即中华人民共和国成立后不久，那時的排球強國是蘇聯和其他東歐國家，而當年的國際比賽主要是6人排球，9人排球為主流的中國，便需要重新學習6人排球的規則、戰略和比賽方法。中華全國體育總會便積極安排男女子排球運動員到東歐等地，參加排球比賽藉以吸收經驗，經過一系列的友賽，中國男女子排球運動員開始掌握6人排球的比賽方法。
1953年，中國排球協會正式成立，張之槐先生出任主席，更在1954年成為國際排聯的正式會員。其後，中國排球協會（以下簡稱中國排協）獲發邀請參加1956年在法國舉行的世界排球錦標賽（男子第3屆、女子第2屆）。
1956年曾派女隊參加在法國舉行的第2屆世界女排錦標賽，这次比賽中，中國女排先後擊敗奧地利、荷蘭和联邦德国等女排隊伍，獲得第6名。
礙於亞洲人身型和力量一般不及歐洲人和美洲人，中國女排的戰略以快為主，憑著「前後交叉」和「快慢掩護」等戰略在第2屆世界女排錦標賽中取得不俗成績。
50年代後期，中國男子排球運動員發展出「勾手大力發球」、「上手飄球」等技術，接著中國女子排球運動員亦開始在全運會和中國排球聯賽等比賽中運用這些技術。
60年代，一股亞洲女排新勢力正挑戰著蘇聯女排的皇者地位，這股勢力就是有「東洋魔女」之稱的日本女排，「東洋魔女」在大松博文的教導下，在1960年的第3屆世界女排錦標賽中，僅敗於衛冕的蘇聯女排奪得亞軍，卻接連在兩年後的第4屆世界女排錦標賽和四年後的東京奧運會的決賽中擊敗該宿敵奪標，日本女排更在1960年後曾創下118場國際賽連勝紀錄，震驚世界。「東洋魔女」的成功亦引起中國排球界的注意，於是中國排協經過周恩來總理的批准，在1965年4月邀請了大松博文來華一個月，協助訓練中國女排，令中國女排得到較有系統的訓練和明確的發展方針。
雖然男女子排球在1964年的東京奧運會成為正式比賽項目，可是由於中華人民共和國尚未恢復在國際奧委會的會籍，故中國女排無緣奧運會女子排球比賽。60年代，中國更爆發多次政治運動，更令中國女排缺席了不少國際賽事。
1974年，正值文化大革命的尾聲，中國女排在第7屆世界女排錦標賽中，獲得第14名。及至1976年，新的中國女排國家隊正式成立，袁偉民成為了中國女排的主教練。
重組後中國女排國家隊，不久就先後參加三項大型國際賽事：1977年的第2屆世界盃、1978年的第8屆世界女排錦標賽和曼谷亞運會，中國女排分別獲得第四名、第六名和亞軍，這樣的成績不單沒有令中國女排氣餒，反而增強了女排成為亞洲盟主的信心。
中國女排終於在1979年的亞洲女排錦標賽中有所突破，她們在決賽以盤數3比1，擊敗當時的亞洲和前世界冠軍日本女排，首次稱霸亞洲。
由於蘇聯入侵阿富汗，1980年的莫斯科奧運會遭受西方國家和中華人民共和國等抵制，原本能夠參加奧運會的中國女排便失去一次參賽機會。所以，1981年的第3屆世界盃正好為世界八支女子排球勁旅提供互相切磋的機會。 當時，除中國外，日本、蘇聯、美國等亦是奪標熱門。

### 1980年代的騰飛

#### 三连冠
中國女排在袁偉民的指導下，在80年代開始騰飛。
1981年，第3屆世界盃在日本舉行，比賽採用單循環制，經過了七輪二十八場比賽，中國女排以七戰全勝姿態，壓倒衛冕的主辦國日本，獲得冠軍，成為中國在三大球運動（足球、籃球、排球）隊伍中的首個世界冠軍。 袁偉民、孫晉芳、郎平等分獲最佳教練、二傳和優秀球員等獎項。 是次比賽，最經典的一場是對蘇聯女排贏盤數3比0（局分為15-4, 16-14, 15-0），末局更令對手不能拿到一分，這個戰果剛好是1978年第8屆世界排球錦標賽中蘇聯女排擊敗中國女排的比分。
1982年，中國女排參加在秘魯舉行的第9屆世界排球錦標賽，初賽對美國隊曾以盤數零比三落敗，更一度陷入出線危機，主教練袁偉民果斷起用年輕隊員梁艷、鄭美珠替下周曉蘭、陳招娣，結果中國女排以3比0輕取古巴，贏得了扭轉戰局的關鍵一役。中國女排接連以盤數三比零直落擊敗匈牙利、古巴、蘇聯和等球隊之後，奪得半决赛席位。在四強賽中，中國女排又以盤數三比零直落擊敗勁旅日本，而勁敵美國隊則意外地被東道主秘魯隊淘汰。最終，中國女排在決賽以直落三局輕取主辦國秘魯，首次獲得世界女排錦標賽冠軍。
儘管在1983年的亞洲錦標賽決賽敗於日本，進入調整期的中國女排仍是洛杉矶奥运会的奪標熱門。1984年，中國女排參加在洛杉磯舉行的洛杉矶奥运会，雖然中國女排又在分組賽被宿敵美國隊擊敗，其後卻越戰越勇，最終，中國女排在決賽以直落三局輕取主辦國美國，報卻分組賽一敗之仇，並首次獲得奧運金牌，同時亦成爲女子排球三連冠。

#### 五连冠
此后兩年，中國女排又獲得了1985年第4屆世界盃冠軍和1986年第10屆世界女排錦標賽冠軍，成就世界女排史上首個五連冠的佳績。
1980年代初的中國，正是百廢待興之时，中国女排以拼搏精神贏得三连冠和五连冠的成绩，成為了當時中國人的模範和驕傲，更是中國在80年代騰飛的象徵。
1985年，主教練鄧若曾帶領中國女排衛冕世界杯女排賽，並在後郎平時代的中國女排加入新血，在他的治下，楊曉君、巫丹等漸漸成熟，女排順利地做好了新老交替。 但後來因為戰術理念和與球員關係不佳等問題，在1986年世界女排锦标赛開賽前2個月以生病為由請辭。 

### 1990年代的下滑
中國女排自1986年在捷克斯洛伐克奪得第10屆世界女排錦標賽冠軍後，開始青黃不接，早一輩的名將如郎平、梁豔等早已相繼退役。1988年的漢城奧運會半决赛中敗於該屆冠军蘇聯女排，最後只獲得銅牌。中國女排在1989年的第5屆世界盃和1990年的第11屆世界女排錦標賽均衛冕失敗，決賽分別負於古巴和蘇聯而獲得亞軍。
1992年巴塞罗那奥运会上，由于巫丹誤服禁药事件，由胡进所带领的中国女排最后仅仅获得第七名。
1994年，在巴西舉行的1994年第12屆世界女排錦標賽更滑落至第八名，第七名爭奪戰中更敗於宿敵日本女排。在廣島亞運會中更在決賽敗於韩国女排而衛冕失敗，中國女排至此陷入低潮。 

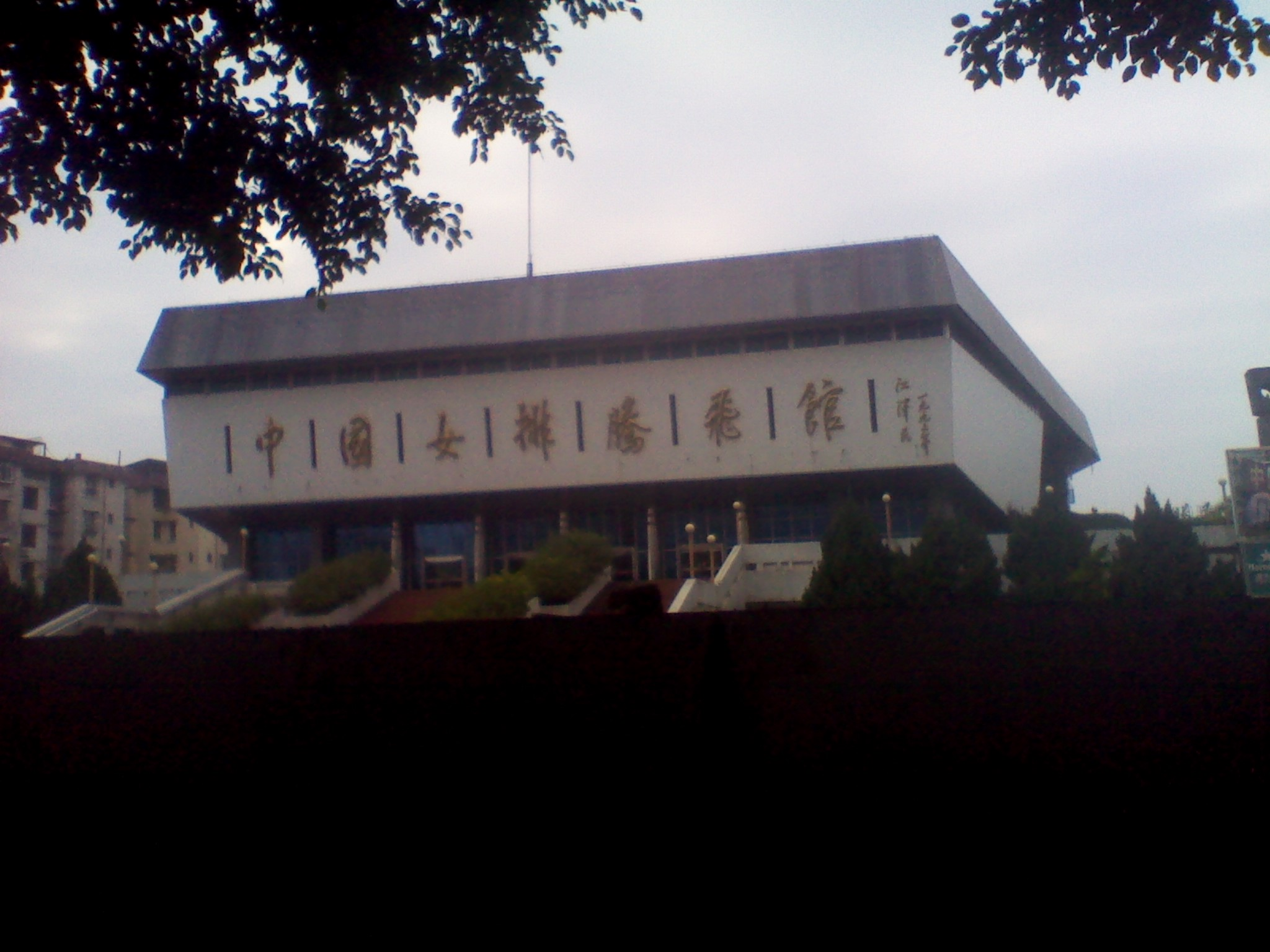
为弘扬中国女排的拼搏精神，而于1994年在漳州修建的中国女排腾飞馆

1995年2月，前中国女排选手，“铁榔头”郎平被选为中国女排主教练，开始了她在中国女排4年多的执教生涯。在此期间，她率领中国逐步走出低谷，先后获得1996年亚特兰大奥运会亚军和1998年世界女排锦标赛亚军，并夺回了失去多年的亚洲霸主的宝座，但她始終未能帶領球隊重奪得世界冠軍，於1998年宣佈辭職。
在90年代，中國女排雖然出現了不少優秀球員，如副攻的李月明、賴亞文和吳咏梅、主攻的許新、孫玥和王麗娜、接應二傳的邱愛華等，卻只曾在1990－98年期間的四次三大女排世界冠軍賽事（世界盃、世界女排錦標賽、奥运会）中屈居亞軍——那个年代正值古巴女排創造八連冠的超強王朝。

### 千禧年代至2010年代初期的女排中興

#### 雅典奥运周期（2001—2004年）

##### 2001年
2000年在教練胡進帶領下的中國女排在悉尼奧運會在八強止步，兵敗悉尼之后，中國排協便委任在中國女排隊中曾擔任十多年陪練員的陳忠和擔任主教練。在他的领导下，诞生了后来重夺世界冠军的中国女排黄金二代。
2001年，陳忠和決心重用新人，除了逐步淘汰上一代女排名將，更提拔了不少潛質新人如劉亞男、馮坤、周蘇紅、楊昊等。結果，中國女排在陳忠和教練領導下，在日本奪得冠軍，這是中國女排十多年來奪得的世界級正式大賽冠軍。不過由於世界大冠軍盃屬洲際盃性質，傳統地位難與三大女排世界冠軍賽事相提並論，故在國內沒有造成太大迴響。
另外，中國女排亦接連在2001年和2002年的世界女排大獎賽決賽週進入最後決賽，分別敗於美國隊和俄羅斯隊而無緣冠軍。

##### 2002年：打假球風波
2002年，在德國舉行的第十四届世界女排锦標赛中，中國女排涉嫌利用走線策略，在兩輪分組賽中分別輸給實力明顯較自己較弱的希臘女排和韩国女排，以確保在賽事中盡量避開兩大勁敵——意大利女排和俄羅斯女排。由於最後一輪首圈（A-D組）小組賽中，D組開賽時間最遲，中國隊先在D組小組賽故意輸給實力明顯較弱的希腊隊，讓自己取得小組次名出線以便進入次圈（E-G組）小組賽中最弱的F組（對手: 韩国、保加利亞、波多黎各），結果令原來在此組被中國隊擊敗的巴西隊升上小組首名，巴西隊埋怨原本已為次圈進入F組對韓國隊等做準備，結果被送至G組去對美國、荷蘭、東道主德國等隊伍。中國隊繼而在F組小組賽故意輸給也是實力明顯較弱的韩国队，導致荷蘭隊被韩国队搶去最佳小組第3名出線八強淘汰賽的名額，巴西隊則埋怨要和中国队作賽兩次，而保加利亞隊更埋怨中国队將他們送去打比巴西隊更強的俄羅斯隊。 這次風波，也導致中國女排和其他數隊女排國家隊關係惡化。最終雖然中國女排達到了賽前所期望的前四位成績，但卻受了國內（不滿女排打假的觀眾）和國外（巴西女排和荷蘭女排）的一片指責，陳忠和教練一度受到下台壓力。由於讓球事件搞亂了世錦賽的正常秩序，也激怒了東道主德國，世界排壇嘩然。後來，女排就此事專門向世界排聯和全国球迷寫了道歉信。
不过，在十天後舉行的釜山亞運會，中國女排獲得冠軍，陳忠和教練地位得以確保。

##### 2003年
2003年是中國女排豐收的一年，接連奪得瑞士女排精英賽、世界女排大獎賽、亞洲女排錦標賽等幾個國際賽事冠軍。一時間，國人憧憬中國女排可以重奪世界冠軍。在十一月於日本舉行的第9屆世界盃中，中國女排以十一戰全勝的姿態勇奪冠軍，一扫十七年之癢。 國內又重現八十年代的女排熱潮，女排精神一詞又再度被提起。 中國女排亦因此奪得中國最佳體育團隊獎。 中國中央電視台亦製作特别節目走過十七年，以慶祝中國女排重奪世界冠軍。主教练陈忠和获颁2003年度感动中国人物。

##### 2004年（奥运年）
雅典奧運會在2004年舉行，國人期待中國女排重奪失落了20年的奧運金牌。事實上，中國女排賽前的狀態並沒有在2003年時那樣大热大勇，身高1.97米、為中國女排奪得2003年世界盃的主力功臣趙蕊蕊因在一次練習中受傷而缺陣了半年，中國女排亦在較早前的世界女排大獎賽宣告衛冕失敗。國內一時間又出現一種言論：中國女排奪得03年世界盃有很大的幸運成份，皆因勁敵俄羅斯女排因故未能參賽，又正值各國女排的交接期，故中國女排才能夠順利奪冠。奧運會女排賽賽前，陳忠和教練亦表明現今世界各國女排實力十分接近，未敢輕言中國女排能夠奪標而回，首戰對美國女排賽事開局3分鐘後，趙蕊蕊便因右腳傷退出比賽，更令中國女排奪冠之路蒙上陰影。
不過中國女排在其後比賽中卻越戰越勇，在小组赛上以5战4胜1负的成绩以小组第一名的成绩进入淘汰赛，在之后又以3：0轻松横扫四分之一决赛的对手日本女排；在半决赛上中国女排迎来了在小组赛上曾以3：2战胜过自己的古巴女排，经过前四局的激战双方战成2：2，在决胜局上双方进行4号位的强攻大战，中国队的拦网在此时发挥了巨大的功效，她们接连拦住了对方的三大主攻手：队长鲁伊兹、奥尔蒂兹、和老将桑切斯的强力扣杀。最后以15：10的比分拿下决胜局，时隔8年后再次殺入了奧運会的女排決賽。
而中国女排决赛的對手正是在03年世界盃未能參賽的俄羅斯女排，对方在半决赛上神奇的将曾拿到过7个赛点的巴西女排拉下马。决赛在雅典当地时间晚上8：10正式开始，俄罗斯女排在决赛中的表现出奇的沉稳，她们并没有一开始便用队伍中的两门“大炮”——主攻手Gamova和Sokolova，而是频频利用副攻和接应二传的跑动进攻，同时又将中国女排的看门绝技快攻盯死，这一变化让中国队一时难以适应，在前两局中被俄罗斯队连下两城。但凭借“女排精神”的顽强拼搏和现场为中国女排摇旗呐喊的支持者的加油声，最終经过2小时19分钟的鏖战，中国女排驚天逆轉反勝對手盤數三比二（28-30, 25-27, 25-20, 25-23, 15-12），继1984年洛杉矶奥运会后时隔20年再次在奧運女排賽事中折桂，並實現了女排兩連冠，中國女排亦因此再度奪得中國最佳體育團隊獎。

雅典奥运女排夺冠最后一球的详细情形：
俄罗斯队14号接应二传Plotnikova发球，中国队接应二传7号周苏红一传到位，二传队长2号冯坤背传二号位，18号副攻张萍一个“时间差”战术进攻，俄罗斯队主攻手15号Sokolova单人拦回三米线，被中国队副攻4号刘亚男防起；冯坤将球甩到四号位，主攻手9号张越红扣球被Sokolova防起，俄罗斯队二传Shenshennina将球传给四号位，Sokolova开网强攻被中国队前排队员冯坤和张萍拦网撑起；后排主攻手3号杨昊倒地飞身救球，周苏红跪地插上将球垫传到四号位，张越红再次扣球被俄罗斯前排队员副攻9号Tishchenko和Shenshennina拦网撑起，Sokolova一传半到位，Shenshennina飞身插上将球高高垫起，Plotnikova顺势将球推往中国队的一号位；中国队周苏红一传到位，冯坤再次将球送到四号位，一个快速的平拉开，张越红手起球落，最后将球狠狠砸在了俄罗斯队六号位的空挡处。

#### 北京奥运周期（2005—2008年）

##### 2005年
此後兩年，中國女排受傷病和年齡等因素困擾，實力有所倒退。雅典奧運會後，中國女排屢次敗於宿敵巴西隊和意大利隊。雖然中國女排在俄羅斯總統盃女排邀請賽決賽中擊敗東道主俄羅斯女排，首度奪標，卻在世界女排大獎賽決賽阶段只獲第五名。

##### 2006年
在2006年的第15屆世界女排錦標賽上先後敗于俄羅斯隊、德國隊、巴西隊和荷蘭隊，最終在八強爭奪戰中擊敗古巴隊和日本隊，取得了第五名，未能再度實現三連冠。不少網民認為陳忠和教練在雅典奧運會後兩年內較少給予新人機會導致成績下滑，但陳忠和仍然堅持以老將為主參加多哈亞運會。
在多哈亞運會中，中國女排接連以直落三盤擊敗越南、中華台北、韩国、蒙古等隊伍，成功進入決賽，并且在先失一盤的情況下，驚險地以3比1反勝宿敵日本（比分：22-25, 25-10, 25-23, 25-16），成功衛冕亞運會女子排球冠军。

##### 2007年
由於中國是2008年奧運會的主辦國，中國女排直接晉身奧運會，而2007年的第十屆世界盃卻是北京奧運會的女排比賽的资格赛之一，經國際排聯的協調，中國女排宣佈放棄衛冕。這年，陳忠和開始多用新人，薛明、魏秋月、徐雲麗、張嫻、李娟等年青或二線球員得以有充分機會磨練，老將如馮坤和楊昊亦得到養傷機會。
中國女排在中國國際女排精英賽兩個賽站奪得冠軍，其後在瑞士女排精英賽決賽中，以直落盤數三比零擊敗古巴女排奪標，更在俄羅斯總統盃女排邀請賽決賽中，以盤數三比一擊敗荷蘭女排，成功衛冕。不過之前四個冠軍含金量低，所面對的對手都不強，被稱得上世界一流的只有俄羅斯和古巴兩支隊伍，俄羅斯亦沒派出主力，所以中國隊都沒有跟真正高手過招。
在2007年世界女排大獎賽分站賽中，年輕的中國隊成績差強人意，在前後三站接連輸給俄羅斯和意大利，還有原被認為只屬二流球隊的荷蘭和波蘭，分站成績只是兩次第三和一次第二，分站總排名更低至第八，是陳家軍執教以來第一次無緣分站冠軍；若不是東道主舉辦總決賽，中國隊可能無緣這次總決賽。不過，在寧波舉行的總決賽中，中國女排的表現卻脫胎換骨，除首戰以盤數二比三敗於黑馬荷蘭外，接連以三比二戰勝波蘭、剋星意大利及以三比零爆冷姿態戰勝小組賽中以三比一戰勝中國的俄羅斯及分站總排名第一巴西隊，從而以4勝1負的成績獲得總決賽亞軍。
正當大獎賽成績的猛進及世界排名躍至第二位，中国女排在亞洲女排錦標賽中表現欠佳。在冠亚军决赛上更以0-3輸給日本隊只獲得亞軍，这是自1986年來中国女排首次丢掉亞洲女排錦標賽冠軍。

##### 2008年（奥运年）
中國女排主力在2007-2008年初飽受傷患困擾，其間馮坤、楊昊、趙蕊蕊等更在現任美國女排主帥郎平安排下在美國治療，故成績不佳。2008年中，主力們陸續康復，中國女排也以較完整陣容參加各項比賽。在瑞士女排精英賽中，中國女排僅負於狀態上升中的古巴，獲得亞軍。
中國女排又在大獎賽分站取得八連勝，只在最後一場敗於巴西女排得第2名出線，不過在總決賽接連敗於傳統對手意大利、古巴、美國、巴西，仅凭借战胜東道主日本而排名第5位。
中國北京主辦2008年的夏季奧運會，躊躇滿志的中國女排佔主場之利，自然被認為是奪標大熱。
這回，中國女排保留六名上屆奧運冠軍舊將，並加入王一梅、徐雲麗、李娟、魏秋月、薛明、馬蘊雯。可是背負沉重衛冕壓力的中國女排，在分組賽表現差強人意，對古巴女排先勝2盤再負3盤而落敗，對美國女排同樣先勝後敗，只能擊敗實力較弱的日本、波蘭、委內瑞拉，以小組第3名出線。
在八強，中國面對上屆亞軍俄羅斯，結果輕鬆以盤數3-0晉級。在四強卻以盤數0-3敗於巴西女排而無緣衛冕，不過在季軍戰卻復仇古巴女排成功，以盤數3-1擊敗對手獲得銅牌，挽回聲譽。

#### 伦敦奥运周期（2009—2012年）

##### 2009年
2009年3月，陳忠和結束了8年的國家隊教練生涯，並由國青隊的蔡斌執教。據報，蔡斌在執教國青隊時，其成員包括王一梅、薛明、马蕴雯、魏秋月、李娟以及徐云丽，均為他的弟子，加上他在掌管國青隊的10年內，先後兩度取得亞軍和季軍，故能成為新一任的女排教練。
2009年6月，新一届的中国女排在中国国内举行的中国国际女排精英赛漯河站和昆山站上连获两个冠军，为新女排的出征世界大赛打响头炮。
但在接下来在瑞士举行的瑞士女排精英赛上，她们却接连在小组赛和半决赛上以0：3的大比分输给了巴西和意大利，最后获得第三名。在紧接着举行的2009意大利女排四国邀请赛上居然在小组赛和半决赛两负弱旅日本队，最后获得第三名。主教练蔡斌首次受到质疑。
其后在2009年度的世界女排大奖赛的三站分站赛上，这支年轻的队伍以9战7胜2负的成绩（于澳门站2：3负于巴西女排；在香港站2：3负于波兰女排）获得在日本举行世界女排大奖赛总决赛的资格，但是在日本举办的大奖赛总决赛周上，中国女排却以仅战胜以东道主身份进入决赛阶段的日本女排，6战1胜5负的成绩获得第五名，平了大奖赛历史最差成绩，主教练蔡斌的指教风格再次受到质疑。
9月13日在越南河内進行的亞洲女子排球錦標賽决赛中，中國女排以1：3爆冷不敵本届比赛的最大黑马泰國女排，繼2007年後再度失去冠軍寶座，意外的失利顷刻引起全国媒体一片哗然，主教练蔡斌一时成为舆论的焦点，球迷“下课”之声如潮。

##### 2010年
2010年3月25日，由于蔡斌率领的女排战绩异常糟糕，排球中心宣布接受其辞呈，改任王宝泉接任中国女排主帅职务。2010年5月底，在王宝泉带领下的新一届中国女排在国内举行的两站国际女排精英赛上表现差强人意，获得了一站亚军和一站冠军。（由于主力二传魏秋月伤病未能上场，所以在漯河站输给了从未输过的多米尼加女排）
2010年6月，在瑞士女排精英赛上，这支年轻的中国女排以5胜1负的成绩重夺了该项赛事的冠军。这是中国女排继2000年、2003年、2007年后第四次获得了该项赛事的冠军，也因此超过了古巴女排成为该项赛事成绩最好的队伍。
2010年8月，中国女排在2010世界女排大奖赛分组赛上以9战6胜3负的成绩进入了在中国宁波的总决赛，在总决赛上虽然中国女排力克实力稍逊的日本、波兰两队，但是面对其余三支强队意大利、美国、巴西时均以0:3败下阵来，最后获得了总决赛第四名的成绩。
2010年8月29日，上任仅161天的第十任中国女排主教练王宝泉在世界女排大奖赛后以“身体原因，压力过大”为由辞去了主教练的职务，成为中国女排历史上任期最短的一任主教练。
2010年9月15日，中国排协召开新闻发布会正式宣布，聘请原中国女排助理教练俞觉敏正式担任中国女排主教练，直至伦敦奥运会，赖亚文出任俞觉敏助手，领队胡进兼任中国女排教练。俞觉敏上任后召回了老将周苏红为即将在年底举行的2010女排世锦赛做准备，9月底在江苏太仓举行的第二届女排亚洲杯卫冕了冠军。
同年11月在日本举行的2010世界女排锦标赛上，尽管中国队分组不错，提前避开了几个强队，但是由于新教练俞觉敏仓促上阵临场指挥经验不足，再加上核心攻手王一梅的状态不好，导致在小组赛上接连负于土耳其、韩国、和俄罗斯队，最后仅以小组第四的身份勉强进入第二轮；在第二轮的比赛中虽然战胜了之前小组赛五连胜气势如虹的东道主日本女排，但是又意外败于塞尔维亚女排，导致进入四强的机会破灭，最后以两阶段累积的3胜4负的成绩排名小组第六，只能去争夺第九名，在9-12名的排名赛上，中国女排战胜了老对手——同是这次比赛欠佳的昔日劲旅古巴女排，但最后却在第九名争夺战中0:3完败于波兰，最终名列第十名，这是中国女排近30年来在排球三大赛上取得的最差成绩。
在结束了令人失望的女排世锦赛后，中国女排又马不停蹄地赶往广州，参加第十六届亚运会的比赛。在决赛当中，中国女排再次面对之前在女排世锦赛上0:3负于对手的韩国女排。在比赛当中韩国队先发制人以大比分2:0领先，将中国队逼入绝境；但是，之后中国队触底反弹开了大反攻，先是连下两局将大比分扳平为2:2，又在决胜局12:14对方拿到两个金牌点的情况下在老将周苏红的带领下连得四分，拿下金牌，实现再一次的惊天大逆转。这场比赛对30年来处于最低谷的中国女排来说不得不说是一剂强心针，让充满困难的这一年终于画上了一个较为完满的句号。

##### 2011年
2011年初，曾于2010大奖赛期间受伤的小将惠若琪伤愈复出。小将楊婕被改造为强力接应。6月新组建的中国女排在瑞士女排精英赛的半决赛中被日本二队3比0横扫，一时举国哗然，虽获得铜牌但仍然让很多球迷不满。7月俄罗斯总统杯邀请赛中小组全胜，半决赛3比0战胜缺席了2010世锦赛绝对主力加莫娃和索科洛娃的俄罗斯队，决赛中3比2战胜巴西二队，收获本年度的第一个冠军。比赛中新人杨珺菁表现不俗取代老将薛明。此后传出薛明心脏有早搏现象被退回北京疗养。但在本年的大奖赛小组赛中国队接连以1比3及0比3，先后不敌塞尔维亚和美国。3比1，3比2艰难取胜实力并不突出的哈萨克斯坦和德国队，最中以第七名的成绩晋级总决赛。总决赛的小组赛中三连败未能出线，（2比3塞尔维亚、1比3泰国、0比3俄罗斯）。和泰国的首局创造了12比25的悬殊比分也成为了中泰交手的最差纪录，再次震惊全国球迷。7-8名排位赛中再次以2比3负于克星意大利队，排名第八也成为历届大奖赛中国队的最差成绩。
9月参加第十六届女排亚锦赛。之前的集训中招回曾两次入选国家队大名单的上海接应张磊及大奖赛阶段退回云南队的自由人张娴，重新改回跑动接应的路线。小组赛三个三比零拿下朝鲜、印度和哈萨克斯坦。复赛也连续两个三比零轻取伊朗和东道主中华台北，淘汰赛直落三局拿下越南。期间王一梅腰部扭伤，半决赛王一梅坚持上场，3比1较为轻松的击败了主力二传金萨妮副攻梁孝真缺阵的韩国队，使中国队顺利晋级十一月的第十一届女排世界杯。时隔四年与日本队再度会师决赛，日本队世锦赛功勋大友爱井上香织接连受伤阵容不整。加上中国队临时变阵拼命要夺回亚锦赛冠军，一传被中国队严重破坏，强攻接连被中国队拦死。期间第三局末段中国队对中华台北的二裁判罚有争议，日本队27比25扳回这一局。但最终中国队3比1获胜，夺下自己的第十二个亚锦赛冠军。赛后，主教练俞觉敏发表评论，指全队的信心大增，也通过人员调整找到了应对亚洲球队的方法，但亦承认球队队员还很年轻，还要面临很多困难，表现仍会有起伏。
本届世界杯，由于中国队09之后水平不断下滑，被东道主日本安排在了同一小组。赛程先易后难较为有利。广岛站首战非锦赛亚军阿尔及利亚直落三局拿下。次战克星意大利，中国队2比1领先后，第四局开局张磊腿抽筋下场休息，中国队连续换人暂停致使场上队员注意力不集中，老将领衔的意大利队迅速拉开比分，再度扳平比局数；第五局中国队8比4领先的情况下又一次被逆转——意大利继续保持着2008大奖赛总决赛后对中国在国际排联组织的比赛里不败。三战东道主日本，日本队副攻和接应的位置上分别换上新人岩坂名奈和新锅理沙。日本队找人发球凑效导致中国队一度快攻哑火强攻连续被拦。最终中国队顶住压力，决胜局杨珺菁背飞命中15比13险胜，中国3:2险胜日本。之后连续战胜多米尼加阿根廷全取三分。札幌站2比3不敌世界第一巴西，随后全取三分拿下队容不整意在锻炼年轻队员的塞尔维亚、韩国。东京站落后两局的情况下硬将美国拖入决胜局。最后两场比赛直落三局击败肯尼亚、德国，中国队8胜3负积26分夺得铜牌直通伦敦奥运会。
本届世界杯，中国女排取得何种成绩并未被过多人看好。亚锦赛中中国队在一传、防守小球串联等环节上未有太多改观，中国女排承受了外界的质疑出征世界杯。然而，比赛结束后，中国女排的表现让人刮目相看。
世界杯的铜牌填补了2009、2010两年中国队在国际排联组织比赛中的奖牌荒。3金3铜1银，中国队成为世界杯奖牌数最多的队伍。俞觉敏也因2011年度亚锦赛冠军世界杯季军成功渡过了世锦赛第十大奖赛垫底的信任危机。一个月的时间从大奖赛垫底重返亚洲第一、世界前三，中国女排也证明了自己是支有底蕴的球队。小将杨珺菁惠若琪大赛首秀出色得到锻炼，老将徐云丽发挥抢眼。中国队终于找到一套较为理想的阵容备战伦敦奥运会。经历两年的低迷后，中国女排开始逐渐恢复元气。

##### 2012年（奥运年）
2012年6月，俞觉敏带领的中国女排於世界女排大奖赛总决赛中，以1胜4负的成绩排名第五，分别以1:3负于巴西、1:3负于土耳其、2:3负于泰国及0:3负于美国。同年的伦敦奧运会小組賽中，中国女排分别以3:1战胜塞尔维亚和土耳其、0:3負於美国、2:3负於巴西及3:2险胜韩国，以三胜两负的成绩晋级八强。其後卻負於日本隊无缘四强，最终排列第五。
9月16日，中国女排於第3届亞錦賽決賽中，以1:3負於泰国女排，奪得亞軍。

### 2010年代中後期之後的復蘇/再度騰飛

#### 里约奥运周期（2013—2016年）

##### 2013年
2013年4月25日，郎平接任俞覺敏，再度出任中國國家女子排球隊主教練。8月11日，獲得2013年世界女排大奖赛香港站冠军。9月1日，獲得2013年世界女排大奖赛总决赛亚军。同月舉行的亚锦赛中，以3:0戰勝伊朗、印度、菲律宾、中华台北、韩国及越南，卻於半决赛以2:3负于泰国，其後的三四名名次赛中再以2:3负于韩国，首次在亚锦赛无缘三甲，这一成绩也是中国队於该项赛事38年来的最差战绩。

##### 2014年
2014年世界女排大奖赛分站赛中，中国女排连勝意大利及日本等隊伍，以第二名成績进入总决赛。总决赛中在以全替补阵容出賽下，最终名列第五名。10月进行的世界女排錦標賽中，中国女排於六强小组赛中在0:2落后的情况下最終戰勝多米尼加女排，進入四强。半决赛戰勝主辦國意大利女排，最终於決賽中不敌美国女排获得亚军，也是继1998年之后再次获得世锦赛亚军。同时，以徐建德为主教练的中国女排二队出征了韩国亚运会，於决赛负于全主力出战的主辦國韩国，获得亚军。

##### 2015年
於2015年女排亚锦赛中，主辦國的中国女排於分組賽全勝進入半决赛，在半决赛中以3:1擊敗泰国，在决赛以3:0戰勝韓國，第十三次於該項賽事奪得金牌。同年的女排世界盃上，队长惠若琪由于心脏问题未能出賽，加上之前受伤的杨方旭及徐云丽，中國女排未能全陣出戰，最終卻以10胜1负的成绩夺取冠军，相隔11年再奪世界冠軍頭銜，也是郞平教練生涯中首個世界冠軍。朱婷當選賽事最有價值球員。主教练郎平获颁2015年度感动中国人物。

##### 2016年（奥运年）

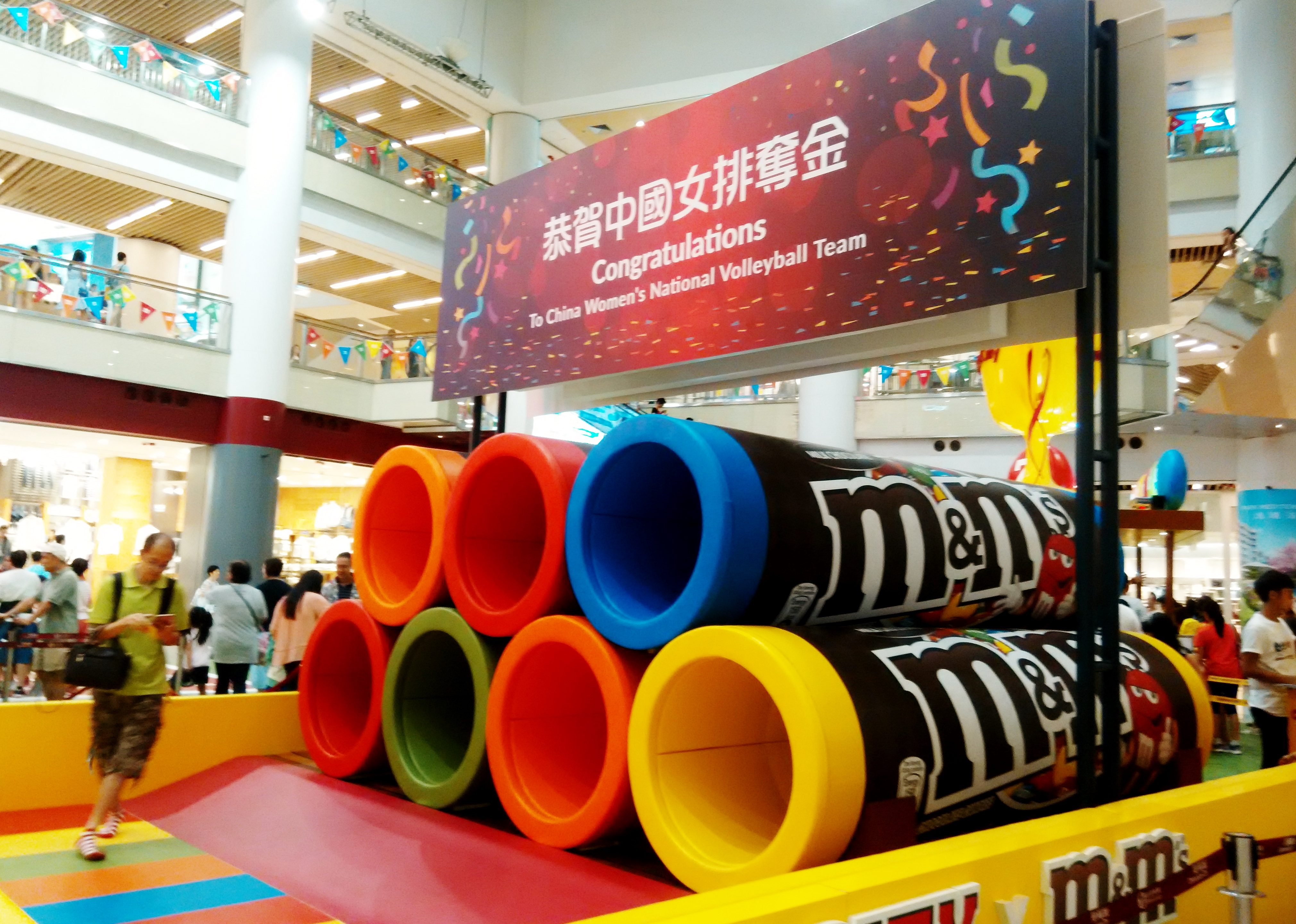
慶祝排球隊在2016年奥运奪冠的活動，攝於香港

进入2016年，中国女排由于率先获得奥运会入场券，集训时间也有所提前，郎平教练致力于打磨出最佳的12人阵容征战奥运会，在二传，接应，主攻，自由人等多个位置上进行了多种人员调配的试验。在2016年女排大奖赛上，中国女排表现出色，北仑站3:1击败美国队，澳门站3:0击败巴西队（同时也终结了对对手的18连败），只是在香港站最后一场0:3负于全主力的美国队，8胜1负晋级总决赛。总决赛上中国女排派出年轻的二线阵容，连败于荷兰和美国，最终五六名决赛击败东道主泰国获得第五名。
里約奧運會，主教练郎平在一系列的热身赛之后确认了中国女排出征奥运会的大名单，原主力二传沈静思和接应曾春蕾均落选，中国队以年轻阵容征战奥运会，队中只有魏秋月，徐云丽和惠若琪参加过奥运会。小组赛中国队分到了B组，和世界杯亚军塞尔维亚，世界第一美国队，欧洲劲旅荷兰和意大利分在了同一组。小组赛首轮，中国队在2:1领先的情况下被荷兰队逆转。之后对阵意大利和波多黎各，中国队均轻松获胜，确保了小组出线。小组赛第四轮，中国队0:3惨败于塞尔维亚队，有两局比分没有超过20分。中国女排最后一轮对阵美国女排，尽管状态有回升，仍然以1:3被美国队逆转，以B组小组排名第4出线的不利情况下惊险晋级。淘汰赛（1/4决赛）中国队对阵A组第一，全胜且未失一局的东道主巴西女排，中国队首局仅获15分，郎平教练果断变阵，派上多名年轻球员，最终3:2逆转力克卫冕冠军东道主巴西队，进入四强。半决赛中，中国队对阵荷兰队，比赛进行的异常激烈，每局最终分差都为两分，中国队由于在关键分上的把握更胜一筹，3:1险胜对手晋级决赛，核心朱婷单场得分达到33分。决赛对阵黑马塞尔维亚女排，首局落败后郎平再次变阵，中国女排在发球，拦网和防守上给了对手更大压力，包括有效抑制了塞尔维亚队的进攻核心米哈伊洛维奇，最终中国女排3:1战胜对手，继雅典奥运会后时隔12年再度获得金牌夺得奥运会女排冠军。核心朱婷荣膺最佳主攻和MVP（最有价值球员），自由人林莉也入选了最佳阵容。
此比賽後來於2020年搬上銀幕，成為電影奪冠的結局劇情。

#### 东京奥运周期（2017-2021年）

##### 2017年
2017年，新的奧運週期正式開始，中國女排出現少許變動，郎平升任為總教練，是中國女排首次設立的職位，而助理教練安家傑升任為執行教练。同時，中國排協公佈了新的奧運週期首份國家隊集訓名單，在達到25人的名單中，保留了里约奥运的9名冠軍成員，同時有9名新人首次入選。而球隊新核心朱婷則首次被委任成為隊長。
2017年9月，中國女排在相隔16年之後再度參加世界大冠軍杯。為應戰各洲份的冠軍隊伍，中國女排調整陣容，部分年初未有參加集訓的老將回歸陣中，最終全主力出戰的中國女排五戰全勝，獲得冠軍，亦是繼2001年後再奪得世界大冠軍杯的冠軍。

##### 2018年
2018年，手術後的郎平重回中國女排主教練位置。在8月，帶領主力陣容參加亞運會，最終八戰全勝並不失一局下，重奪亞運會金牌。

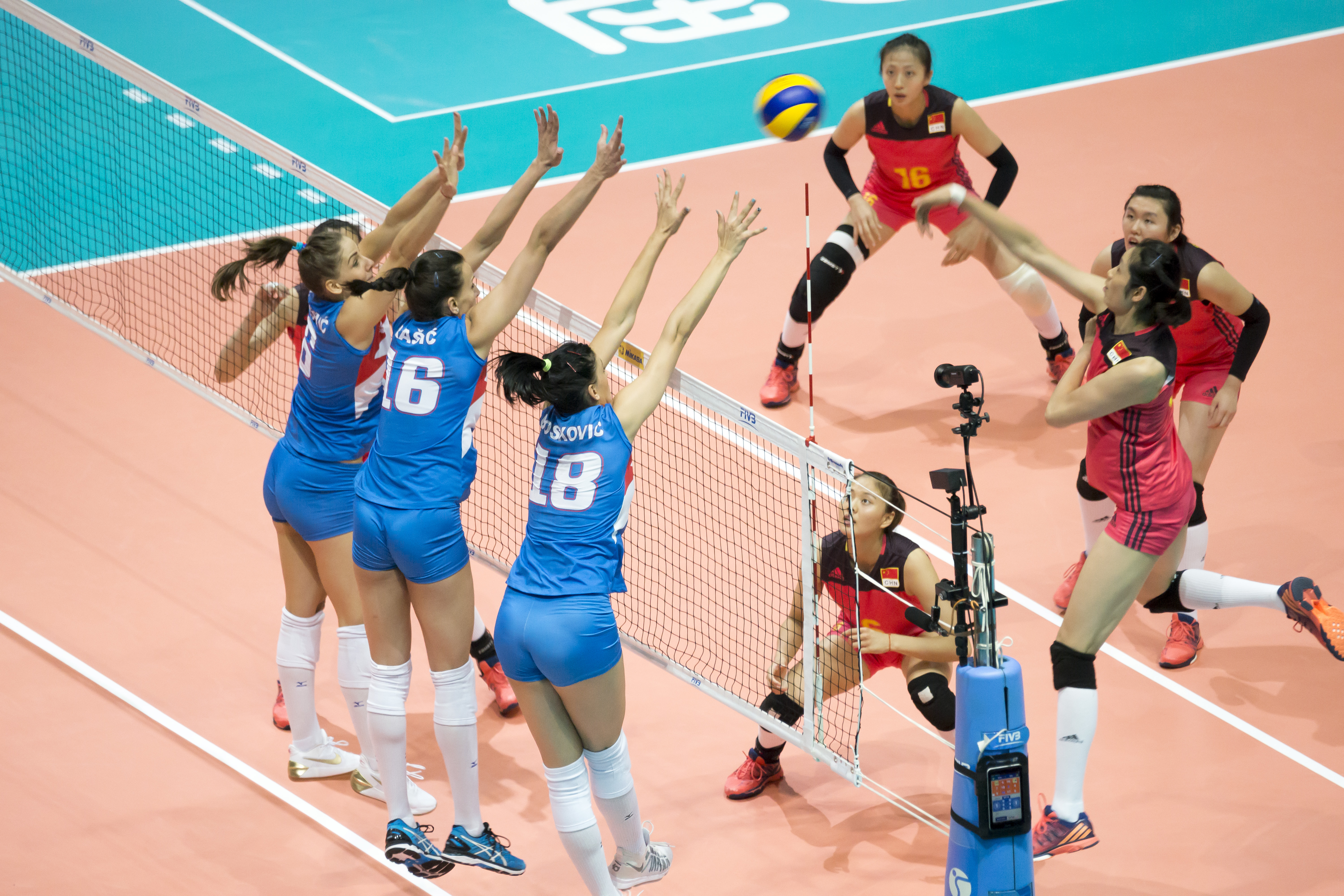
中國女排

同年的十月至十一月，四年一度的世界女排錦標賽在日本舉行，作為這個週期三大賽的開始。中国女排阵容维持了里约夺冠的骨架，里约金牌成员除惠若琪、魏秋月、徐云丽三位退役老将和因禁药禁赛的杨方旭，其他成员悉数入围，新加入的成员除了15年世界杯就在阵中的曾春蕾、王梦洁，补充了主攻李盈莹，二传姚迪，副攻杨涵玉、胡铭媛。赛前郎平表示中国女排实力只在5-6名。中国女排世锦赛第一阶段与意大利、土耳其、保加利亚、加拿大、古巴同组，中国队较为轻松的击败其他对手后，以1:3被艾格努领衔的意大利队逆转，第一阶段小组第二出线。第二阶段中国女排与美国、俄罗斯、泰国、阿塞拜疆同组，中国女排表现出色，第二阶段全胜，特别是3:0击败了里约奥运周期的苦主美国队，第二阶段仍排名小组第二出线，且在可以通过默契球做掉美国队的情况下仍然选择战胜俄罗斯，令美国成功出线。六强赛中国与荷兰、美国同组，中国队3:2再次击败美国队，与荷兰携手进入四强。半决赛中国对阵意大利，前两局打成1:1后，第三局中国队领先情况下全队失误增多，被意大利大比分击败，第四局中国队苦战逆转对手。第五局中国队凭借朱婷前排的进攻和艾格努的失误追到15:15，却在最后一球被艾格努先防后攻，15:17无缘三连冠。三四名决赛中国队首发李盈莹，轻松击败荷兰队，获得第三名。朱婷被评为当届世锦赛最佳主攻，颜妮获评最佳副攻。遗憾的是朱婷无缘当届世锦赛MVP，错失了MVP大满贯良机（本届世锦赛MVP授予冠军队塞尔维亚的进攻核心接应博斯科维奇）。中国女排本届世锦赛两连败意大利，技术全面又有绝对强点的意大利队成为中国队新周期的苦主。賽後郎平表示能夠獲得銅牌已經是打破賽前訂立的目標，亦表述了球隊現時的一些問題，例如：里約週期的部分老將退役令部分在隊中只有數年資歷的球員需要頂上，但相比老將，技術仍然显得有些幼嫩；同時亦認同球隊的進攻點不能只依靠朱婷，需要有更多人的分擔。

##### 2019年
2019年世界女排联赛分站赛，中国女排最终凭借12胜3负，积分35分的战绩，位列分站赛第一名。夺得了澳门站、香港站、江门站、北仑站四个分站赛的冠军。特别是在香港站五局击败意大利。在南京女排联赛总决赛中，中国以二线阵容出战，首战告负土耳其后却击败全主力的意大利队进入四强，虽半决赛不敌美国队，但铜牌战复仇土耳其，摘得铜牌。
2019年8月2至4日，2020東京奧運會女排資格賽展開，中國女排在主場先後應戰三支歐洲球隊：捷克、德國、土耳其，面對本分組最主要對手土耳其，中國女排拼勁十足，以3:0擊敗對手，獲得三場勝利，順利取得東京奧運的入場券。
2019年9月，中国女排参加2019年世界杯女子排球赛，阵容相比较世锦赛，补充了主攻刘晏含，副攻王媛媛、郑益昕，胡铭媛被调整出队。本届世界杯由于不涉及奥运名额，且与女排欧锦赛时间过于接近，塞尔维亚队只派出二线阵容，中国女排强敌意大利没有获得世界杯参赛资格。中国女排取得11连胜战绩累计32分，特别是3:0击败美国队，全程中国队只失三局（巴西二局，荷兰一局），成功卫冕世界杯冠军，也是第五次世界杯夺冠。朱婷蝉联MVP也获得最佳主攻，颜妮获颁最佳副攻，丁霞最佳二传，王梦洁最佳自由人。由于中国队世界杯夺冠适逢中华人民共和国成立70周年，女排夺冠得到了广泛报道和关注，中国女排受邀参加70周年国庆招待会获得中共中央总书记习近平接见，并登上70周年群众游行最后一辆花车。

##### 2020年/2021年（奥运年）
2020年（东京）夏季奥运会因2019冠状病毒病疫情推迟到2021年夏季；原应於2020年5月举办的世界女排联赛也因该疫情取消，改在2021年举行。
2021年5月1日，中國女排在东京奥运会排球測試賽中以3比0击敗日本队。

2021年5月25日世界女排联赛在意大利里米尼开赛，预赛阶段最初几个星期的比赛中，中国女排派出的阵容中不包括主力队员朱婷、袁心玥、颜妮、丁霞、龚翔宇和李盈莹。这个阵容的中国女排在5月25日至6月8日的9场比赛中4胜5负，包括史上首次负于加拿大女排和比利时女排，比分均为2比3，但在6月8日赛事中3比2战胜主力阵容参赛的巴西女排。主力队员朱婷、袁心玥、颜妮、丁霞、龚翔宇和李盈莹於6月9日前抵达赛事举办地意大利里米尼，归队参加了6月12日至20日的比赛，6场比赛除了对阵多米尼加女排时以3比1取胜，其余均为3比0胜对手，包括最后一天战胜此前预赛中14场全胜、居积分榜首的美国女排。中国女排在此次世界女排联赛预赛阶段的最终成绩是10胜5负，积分榜位居第五，无缘前四名，因而不能参加最后赛段四强的半决赛和决赛；进入四强的队伍最后赛段决赛的结果：冠军美国女排、亚军巴西女排、第三名土耳其女排、第四名日本女排。在国际排球联合会新的世界排名积分系统中，中国女排的积分受此次世界女排联赛预赛阶段几个负场的影响，世界排名由第一曾降至第三，目前（2021年6月）为第二。
2021年7月25日東京奧運會女排開賽。受朱婷、颜妮伤病等诸多不利因素的影响，中國女排出師不利，在小組賽先后以0-3輸给土耳其和美國女排，2-3輸给俄羅斯奧委會女排，3戰之後僅得1分。虽然其後中国女排以3:0战胜劲旅意大利女排，但由於排在小組第五名而無緣晉級8強。这也創造了中国女排自有奧運記錄以來最差的戰績。在東京奧運女排賽開賽前，中国女排积分已损失最少17分，世界排名從第二下降至第三，被巴西女排反超。

### 2020年後的平穩過渡期

#### 巴黎奥运周期（2022-2024年）

##### 2022年
東京奧運後，郎平宣佈不會繼續執教國家隊，並打算展開退休生活。中國排協其後公開選聘巴黎奧運週期的中國女排主教練。經過甄選和考慮後，在2月3日宣布聘任江蘇女排主帥蔡斌為新一任國家隊主教練。
2月17日，国家女排训练营在宁波北仑開始集訓。67名球员及10多名教练员团队、科技与测试服务团队、体能团队等参加了此次训练营。訓練營為期三個星期，其後會從中挑選部分球員進入首期集訓的大名單，以備戰当年的亞運會、世界女排聯賽及世界女排錦標賽。4月14日，中國排協公布国家女排本年的第二期集訓大名單，全部球員均參加過之前的訓練營，此20人名單中僅保留五個曾參加東京奧運會的球員，大部分以新人為主。5月，国际排球联合会在其官网上公布了参加2022年世界女排联赛的球员大名单，中国女排以袁心玥為主等24人，朱婷和张常宁因伤病等原因不在此名单内。
7月，2022年國家排球聯賽（世界女排联赛）中國女排在分站赛结束时名列第4进入总决赛，總決賽1/4決賽中國女排1-3负于全主力出战的意大利女排，无缘四强半决赛，在国际排球联合会世界排名積分銳減7.87分，被意大利女排反超，近年首次跌出三甲落至第4。此届国家排球联赛总决赛结束后最终排名，意大利女排获冠军，巴西女排获亚军，塞尔维亚女排第3名，土耳其女排第4，美国女排第5；中国女排第6創4屆比賽新低。
2022年世界女子排球錦標賽於9-10月在日本舉行。中國女排公布的14人名單中，出現大部分新面孔，而大多數更是首次參加「三大賽」，另外當中只有7人曾征戰2020東京奧運。在主攻位置上變化最大，4人當中只有李盈莹曾參加過大賽，其餘均為國家隊的「新人」。中國女排在第一輪小組賽四勝一負以首名出線，第二輪以三勝一負晉級八強，而在八強戰中，中國女排以1:3不敵意大利，無緣四強，最終位列第六名，創近三屆世錦賽最差成績。

##### 2023年
2023年世界女排联赛，中国女排在分站赛阶段取得8胜4负战绩，以小组第五名身份跻身总决赛。总决赛阶段，在美国阿灵顿进行的四分之一决赛中以3比1力克巴西女排跻身四强。在7月16日的半决赛，面对曾经分站赛输过的波兰女排，中国女排不畏强手，直落三局以3比0完胜对手晋级决赛。7月17日的决赛，以1比3不敌土耳其女排，获得亚军，但亚军仍是中国女排在世界女排联赛改制后的最佳战绩，亦是中國女排在這個奧運周期唯一在國際賽事拿到三甲。
巴黎奧運女排資格賽A組，中國女排在收官戰面對兩屆世錦賽冠軍塞爾維亞，在對方雪藏部分主將的情況下，以3-1逆襲獲勝，成功止住3連敗頹勢。最終以4勝3負積14分的成績獲得奧資賽A組第4名，由於並非排名前兩名因而無緣直通巴黎奧運，須以明年6月後的世界排名再確定是否有參賽資格。
10月8日，杭州亞運會女排決賽，中國女排以3比0擊敗日本女排奪冠，六戰均以3:0勝出，獲得隊史第9枚亞運金牌。

##### 2024年（奥运年）
2024年世界女排联赛，隨著朱婷、張常寧等老將回歸，中国女排以9胜3负战绩完成分站賽並以第四名跻身总决赛。而中国女排同時力壓日本女排以亞洲排名第一球隊的身份獲得2024年夏季奥林匹克运动会的參賽資格。
在奥运会小组赛阶段连胜美国国家女子排球队、法國國家女子排球隊及塞爾維亞國家女子排球隊，小组中位居第一，在进入1/4决赛阶段的八只球队中位列第三，对阵位列第六的土耳其国家女子排球队；在1/4決賽中以局數2比3负于土耳其女排，无缘半决赛，最终获该次奥运会女排竞赛第五名。

#### 洛杉矶奥运周期（2025-2028年）

##### 2025年
2025年3月18日，中國排球協會在官網發佈關於選聘洛杉磯奧運會週期國家女排主教練的公告。新任主教練任期從2025年4月起，至2028年洛杉磯奧運會結束，主要任務是帶領隊伍在世界錦標賽、亞洲錦標賽、亞運會等賽事中取得良好成績，完成洛杉磯奧運會任務。
4月10日，中国排球协会宣布，赵勇出任中国女排主教练。同时亦公布了新一届中国女排集訓大名單，共有19名球員入選，上屆巴黎奧運陣容中只有5人入選名單，包括：李盈莹、龚翔宇、王梦洁、王媛媛和吳夢潔，大部分老將未有入選。而多名不满20岁的国青队、国少队球员則首次入選国家队，大部分均是過去兩年在U21及U18組別國際賽事中表現出色的年輕球員。中國排協指出此名單是希望中国女排尽早完成新老交替。

## 夺冠历程

### 三大赛夺冠历程

##### 黃金一代 （五連冠）
- 1981年 第3屆世界盃 （ 日本）

| 場次 | 日期     | 地點 | 對手     | 局分  | 得分                            |
| ---- | -------- | ---- | -------- | ----- | ------------------------------- |
| 1.   | 11月7日  | 東京 | 巴西     | 勝3-0 | 15-4, 15-5, 15-3                |
| 2.   | 11月8日  | 東京 | 苏联     | 勝3-0 | 15-4, 16-14, 15-0               |
| 3.   | 11月10日 | 江別 |          | 勝3-0 | 15-12, 15-9, 15-5               |
| 4.   | 11月11日 | 札幌 | 保加利亚 | 勝3-0 | 15-6, 15-6, 15-3                |
| 5.   | 11月13日 | 富山 | 古巴     | 勝3-0 | 15-4, 15-13, 15-9               |
| 6.   | 11月15日 | 大阪 | 美国     | 勝3-2 | 15-8, 13-15, 15-11, 14-16, 15-6 |
| 7.   | 11月16日 | 大阪 | 日本     | 勝3-2 | 15-8, 15-7, 12-15, 7-15, 17-15  |

- 1982年 第9屆世錦賽 （ 秘魯）

| 場次 | 赛区       | 日期    | 地點     | 對手     | 局分  | 得分              |
| ---- | ---------- | ------- | -------- | -------- | ----- | ----------------- |
| 1.   | F組 分組賽 | 9月13日 | 奇克拉約 | 波多黎各 | 勝3-0 | 15-0, 15-1, 15-1  |
| 2.   | F組 分組賽 | 9月14日 | 奇克拉約 | 義大利   | 勝3-0 | 15-3, 15-1, 15-4  |
| 3.   | F組 分組賽 | 9月15日 | 奇克拉約 | 美国     | 負0-3 | 6-15, 9-15, 11-15 |
| 4.   | 複賽       | 9月18日 | 特魯希略 | 古巴     | 勝3-0 | 15-8, 15-9, 15-2  |
| 5.   | 複賽       | 9月19日 | 特魯希略 | 匈牙利   | 勝3-0 | 15-2, 15-7, 15-2  |
| 6.   | 複賽       | 9月20日 | 特魯希略 | 苏联     | 勝3-0 | 15-6, 15-3, 15-12 |
| 7.   | 複賽       | 9月21日 | 特魯希略 |          | 勝3-0 | 15-2, 15-2, 15-2  |
| 8.   | 半决赛     | 9月24日 | 利馬     | 日本     | 勝3-0 | 15-8, 15-7, 15-6  |
| 9.   | 決賽       | 9月25日 | 利馬     | 秘魯     | 勝3-0 | 15-1, 15-5, 15-11 |

- 1984年 洛杉磯奧運會 （ 美国）

| 場次 | 赛区       | 日期    | 對手 | 局分  | 得分                      |
| ---- | ---------- | ------- | ---- | ----- | ------------------------- |
| 1.   | A組 分組賽 | 7月30日 | 巴西 | 勝3-0 | 15-13, 15-10, 15-11       |
| 2.   | A組 分組賽 | 8月1日  | 西德 | 勝3-0 | 15-5, 15-6, 15-3          |
| 3.   | A組 分組賽 | 8月2日  | 美国 | 負1-3 | 13-15, 15-7, 14-16, 12-15 |
| 4.   | 半决赛     | 8月5日  | 日本 | 勝3-0 | 15-10, 15-7, 15-4         |
| 5.   | 決賽       | 8月7日  | 美国 | 勝3-0 | 16-14, 15-3, 15-9         |

- 1985年 第4屆世界盃 （ 日本）

| 場次 | 日期     | 地點   | 對手     | 局分  | 得分                     |
| ---- | -------- | ------ | -------- | ----- | ------------------------ |
| 1.   | 11月10日 | 東京   | 突尼西亞 | 勝3-0 | 15-0, 15-2, 15-1         |
| 2.   | 11月12日 | 札幌   |          | 勝3-0 | 15-6, 15-11, 15-5        |
| 3.   | 11月13日 | 苫小牧 | 巴西     | 勝3-0 | 15-5, 15-2, 15-10        |
| 4.   | 11月16日 | 福岡   | 苏联     | 勝3-0 | 16-14, 15-2, 15-5        |
| 5.   | 11月17日 | 福岡   | 古巴     | 勝3-1 | 16-14, 15-7, 5-15, 15-12 |
| 6.   | 11月19日 | 東京   | 秘魯     | 勝3-0 | 15-7, 15-7, 15-10        |
| 7.   | 11月20日 | 東京   | 日本     | 勝3-0 | 15-8, 15-5, 15-6         |

- 1986年 第10屆世錦賽 （ 捷克斯洛伐克）

| 場次 | 赛区       | 日期    | 地點   | 對手     | 局分  | 得分                     |
| ---- | ---------- | ------- | ------ | -------- | ----- | ------------------------ |
| 1.   | B組 分組賽 | 9月2日  | 比爾森 | 东德     | 勝3-1 | 12-15, 15-6, 15-10, 15-4 |
| 2.   | B組 分組賽 | 9月3日  | 比爾森 | 突尼西亞 | 勝3-0 | 15-0, 15-3, 15-2         |
| 3.   | B組 分組賽 | 9月4日  | 比爾森 | 苏联     | 勝3-0 | 15-9, 15-11, 15-13       |
| 4.   | 複賽       | 9月7日  | 布拉格 | 美国     | 勝3-0 | 15-4, 15-10, 15-5        |
| 5.   | 複賽       | 9月8日  | 布拉格 | 義大利   | 勝3-0 | 15-4, 15-4, 15-13        |
| 6.   | 複賽       | 9月9日  | 布拉格 | 日本     | 勝3-0 | 15-6, 15-8, 15-4         |
| 7.   | 半决赛     | 9月12日 | 布拉格 | 秘魯     | 勝3-0 | 18-16, 15-2, 15-8        |
| 8.   | 決賽       | 9月13日 | 布拉格 | 古巴     | 勝3-1 | 15-6, 15-7, 10-15, 15-9  |

##### 黃金二代 （二連冠）
- 2003年 第9屆世界盃 （ 日本）

| 場次 | 日期     | 地點   | 對手   | 局分  | 得分                              | 最佳球員 |
| ---- | -------- | ------ | ------ | ----- | --------------------------------- | -------- |
| 1.   | 11月1日  | 鹿兒島 | 巴西   | 勝3-1 | 14-25, 25-19, 25-18, 25-16        | 趙蕊蕊   |
| 2.   | 11月2日  | 鹿兒島 | 古巴   | 勝3-0 | 25-20, 25-17, 25-19               | 馮坤     |
| 3.   | 11月3日  | 鹿兒島 |        | 勝3-0 | 25-0, 25-0, 25-0 *                | 楊昊     |
| 4.   | 11月5日  | 仙台   | 土耳其 | 勝3-1 | 25-10, 24-26, 25-21, 25-21        | 周蘇紅   |
| 5.   | 11月6日  | 仙台   | 波蘭   | 勝3-0 | 25-16, 25-19, 25-17               | 劉亞男   |
| 6.   | 11月8日  | 富山   |        | 勝3-0 | 25-10, 25-19, 25-14               | 馮坤     |
| 7.   | 11月9日  | 富山   | 阿根廷 | 勝3-0 | 25-16, 25-15, 25-19               | 張娜     |
| 8.   | 11月10日 | 富山   | 埃及   | 勝3-0 | 25-11, 25-16, 25-11               | 張越紅   |
| 9.   | 11月13日 | 大阪   | 美国   | 勝3-2 | 25-20, 20-25, 24-26, 25-20, 15-11 | 趙蕊蕊   |
| 10.  | 11月14日 | 大阪   | 義大利 | 勝3-0 | 26-24, 25-18, 25-20               | 張娜     |
| 11.  | 11月15日 | 大阪   | 日本   | 勝3-0 | 25-18, 25-18, 25-13               | 楊昊     |

* 多米尼加球員阿里亞斯赛后因尿液樣本呈陽性反應，該隊被判罰輸3局0-25；之前比赛的得分是3：0（25：12、25：12、25：15）
- 2004年 雅典奧運會 （ 希腊）

| 場次 | 赛区       | 日期    | 對手   | 局分  | 得分                              |
| ---- | ---------- | ------- | ------ | ----- | --------------------------------- |
| 1.   | B組 分組賽 | 8月14日 | 美国   | 勝3-1 | 25-21, 23-25, 25-22, 25-18        |
| 2.   | B組 分組賽 | 8月16日 |        | 勝3-0 | 25-20, 25-16, 25-16               |
| 3.   | B組 分組賽 | 8月18日 | 古巴   | 負2-3 | 19-25, 25-22, 25-15, 21-25, 13-15 |
| 4.   | B組 分組賽 | 8月20日 | 德国   | 勝3-0 | 25-18, 25-15, 25-16               |
| 5.   | B組 分組賽 | 8月22日 | 俄羅斯 | 勝3-0 | 25-15, 25-16, 28-26               |
| 6.   |            | 8月24日 | 日本   | 勝3-0 | 25-20, 25-22, 25-20               |
| 7.   | 半决赛     | 8月26日 | 古巴   | 勝3-2 | 25-22, 25-20, 17-25, 23-25, 15-10 |
| 8.   | 決賽       | 8月28日 | 俄羅斯 | 勝3-2 | 28-30, 25-27, 25-20, 25-23, 15-12 |

##### 黃金三代 （三次冠）
- 2015年 第12屆世界盃 （ 日本）

| 場次 | 日期    | 地點   | 對手       | 局分  | 得分                       |
| ---- | ------- | ------ | ---------- | ----- | -------------------------- |
| 1.   | 8月22日 | 松本   | 塞爾維亞   | 勝3-1 | 19-25, 25-23, 25-15, 25-19 |
| 2.   | 8月23日 | 松本   | 阿尔及利亚 | 勝3-0 | 25–5, 25–11, 25–8          |
| 3.   | 8月24日 | 松本   | 美国       | 負0-3 | 23-25, 17-25, 23-25        |
| 4.   | 8月26日 | 松本   |            | 勝3-1 | 23-25, 25-15, 25-20, 25-23 |
| 5.   | 8月27日 | 松本   | 秘魯       | 勝3-0 | 25-11, 25-18, 25-17        |
| 6.   | 8月30日 | 岡山   | 古巴       | 勝3-0 | 25-19, 25-10, 25-14        |
| 7.   | 8月31日 | 岡山   |            | 勝3-0 | 25-7, 25-15, 25-14         |
| 8.   | 9月1日  | 岡山   | 阿根廷     | 勝3-0 | 25-14, 25-15, 25-20        |
| 9.   | 9月4日  | 名古屋 |            | 勝3-0 | 25-16, 25-17, 25-19        |
| 10.  | 9月5日  | 名古屋 | 俄羅斯     | 勝3-1 | 25-23, 25-15, 23-25, 25-20 |
| 11.  | 9月6日  | 名古屋 | 日本       | 勝3-1 | 25-17, 22-25, 25-21, 25-22 |

- 2016年 里约奧運會 （ 巴西）

| 場次 | 赛区       | 日期    | 對手     | 局分  | 得分                              |
| ---- | ---------- | ------- | -------- | ----- | --------------------------------- |
| 1.   | B組 分組賽 | 8月6日  | 荷蘭     | 負2-3 | 23-25，25-21，25-18，22-25，13-15 |
| 2.   | B組 分組賽 | 8月8日  | 義大利   | 勝3-0 | 25-21，25-21，25-16               |
| 3.   | B組 分組賽 | 8月10日 | 波多黎各 | 勝3-0 | 25-20，25-17，25-18               |
| 4.   | B組 分組賽 | 8月12日 | 塞爾維亞 | 負0-3 | 19-25，19-25，22-25               |
| 5.   | B組 分組賽 | 8月14日 | 美国     | 負1-3 | 25-22，17-25，19-25，19-25        |
| 6.   |            | 8月16日 | 巴西     | 勝3-2 | 15-25，25-23，25-22，22-25，15-13 |
| 7.   | 半决赛     | 8月18日 | 荷蘭     | 勝3-1 | 27-25，23-25，29-27，25-23        |
| 8.   | 決賽       | 8月20日 | 塞爾維亞 | 勝3-1 | 19-25，25-17，25-22，25-23        |

- 2019年 第13屆世界盃 （ 日本）

| 場次 | 日期    | 地點 | 對手     | 局分  | 得分                             |
| ---- | ------- | ---- | -------- | ----- | -------------------------------- |
| 1.   | 9月14日 | 横滨 |          | 勝3-0 | 25-21, 25-15, 25-14              |
| 2.   | 9月15日 | 横滨 | 喀麦隆   | 勝3-0 | 25–18, 25–14, 25–19              |
| 3.   | 9月16日 | 横滨 | 俄羅斯   | 勝3-0 | 25–22, 25–16, 25–18              |
| 4.   | 9月18日 | 横滨 |          | 勝3-0 | 25–19, 25–21, 25–19              |
| 5.   | 9月19日 | 横滨 | 日本     | 勝3-0 | 25-17, 25-10, 25-17              |
| 6.   | 9月22日 | 札幌 | 巴西     | 勝3-2 | 25–23, 23–25, 22–25, 25–19, 15–9 |
| 7.   | 9月23日 | 札幌 | 美国     | 勝3-0 | 25–16, 25–17, 25–22              |
| 8.   | 9月24日 | 札幌 |          | 勝3-0 | 25–12, 25–12, 25–14              |
| 9.   | 9月27日 | 大阪 | 荷蘭     | 勝3-1 | 25–19, 25–16, 21–25, 25–19       |
| 10.  | 9月28日 | 大阪 | 塞爾維亞 | 勝3-0 | 25–14, 25–21, 25–16              |
| 11.  | 9月29日 | 大阪 | 阿根廷   | 勝3-0 | 25–17, 25–14, 25–12              |

### 球員纪录
- 獲得過世界冠軍球員數目： 59人 (直至2019年世界杯女子排球赛)
- 獲得過世錦賽、奧運會、世界盃大滿貫冠軍的球員：梁豔、郎平、姜英、鄭美珠、張蓉芳、周曉蘭、侯玉珠、楊錫蘭、李延軍、蘇惠娟、楊曉君。其中女排1981年-1986年五連冠时期均在陣球員 : 梁豔
- 三大赛中的最有价值球员（MVP）：
  - 世锦赛：郎平（1982年），杨锡兰（1986年）
  - 奥运会：郎平（1984年），冯坤（2004年），朱婷（2016年）
  - 世界杯：孙晋芳（1981年），郎平（1985年），朱婷（2015年，2019年）
- 以球員和教練身份均獲得世锦赛冠軍: 張蓉芳（球員： 1982年, 教練： 1986年)
- 以球員和教練身份均獲得（卫冕）世界杯冠軍: 郎平（球員：1981年、1985年, 教練：2015年、2019年）
- 以球員和教練身份均獲得奧運會冠軍: 郎平（球員：1984年, 教練：2016年）

## 历届所有賽事成绩

#### 世界三大賽
| 年份 | 排名              |
| ---- | ----------------- |
| 1952 | 未参赛            |
| 1956 | 第6名             |
| 1960 | 未参赛            |
| 1962 | 第9名             |
| 1967 | 未参赛            |
| 1970 | 未参赛            |
| 1974 | 第14名            |
| 1978 | 第6名             |
| 1982 | 金牌              |
| 1986 | 金牌              |
| 1990 | 银牌              |
| 1994 | 第8名             |
| 1998 | 银牌              |
| 2002 | 第4名             |
| 2006 | 第5名             |
| 2010 | 第10名            |
| 2014 | 银牌              |
| 2018 | 铜牌              |
| 2022 | 第6名             |
| 總計 | 2金牌 3银牌 1铜牌 |

| 年份 | 排名              |
| ---- | ----------------- |
| 1964 | 未参赛            |
| 1968 | 未参赛            |
| 1972 | 未参赛            |
| 1976 | 未参赛            |
| 1980 | 未参赛            |
| 1984 | 金牌              |
| 1988 | 铜牌              |
| 1992 | 第7名             |
| 1996 | 银牌              |
| 2000 | 第5名             |
| 2004 | 金牌              |
| 2008 | 铜牌              |
| 2012 | 第5名             |
| 2016 | 金牌              |
| 2020 | 第9名             |
| 2024 | 第5名             |
| 總計 | 3金牌 1银牌 2铜牌 |

| 年份             | 排名                                                     |
| ---------------- | -------------------------------------------------------- |
| 1973             | 未参赛                                                   |
| 1977             | 第4名                                                    |
| 1981             | 金牌                                                     |
| 1985             | 金牌                                                     |
| 1989             | 铜牌                                                     |
| 1991             | 银牌                                                     |
| 1995             | 铜牌                                                     |
| 1999             | 第5名                                                    |
| 2003             | 金牌                                                     |
| 2007             | 未参赛                                                   |
| 2011             | 铜牌                                                     |
| 2015             | 金牌                                                     |
| 2019             | 金牌                                                     |
| 2023 A组 B组 C组 | 改制为奥运资格赛；获A组第4名，未能即时获得奥运会参赛资格 |
| 總計             | 5金牌 1银牌 3铜牌                                        |

#### 其他世界大賽:世界大冠軍盃(已停办)
| 年份 | 排名              |
| ---- | ----------------- |
| 1993 | 银牌              |
| 1997 | 第4名             |
| 2001 | 金牌              |
| 2005 | 铜牌              |
| 2009 | 未参赛            |
| 2013 | 未参赛            |
| 2017 | 金牌              |
| 總計 | 2金牌 1银牌 1铜牌 |

#### 世界年度賽
| 年份 | 排名             |
| ---- | ---------------- |
| 2018 | 銅牌             |
| 2019 | 銅牌             |
| 2020 | 因新冠疫情取消   |
| 2021 | 第5名            |
| 2022 | 第6名            |
| 2023 | 银牌             |
| 2024 | 第5名            |
| 2025 | 第5名            |
| 總計 | 金牌 1银牌 2铜牌 |

| 年份 | 排名              |
| ---- | ----------------- |
| 1993 | 银牌              |
| 1994 | 铜牌              |
| 1995 | 第4名             |
| 1996 | 第4名             |
| 1997 | 第5名             |
| 1998 | 第4名             |
| 1999 | 铜牌              |
| 2000 | 第4名             |
| 2001 | 银牌              |
| 2002 | 银牌              |
| 2003 | 金牌              |
| 2004 | 第5名             |
| 2005 | 铜牌              |
| 2006 | 第5名             |
| 2007 | 银牌              |
| 2008 | 第5名             |
| 2009 | 第5名             |
| 2010 | 第4名             |
| 2011 | 第8名             |
| 2012 | 第5名             |
| 2013 | 银牌              |
| 2014 | 第5名             |
| 2015 | 第4名             |
| 2016 | 第5名             |
| 2017 | 第4名             |
| 總計 | 1金牌 5银牌 3铜牌 |

#### 亞洲三大賽
| 年份    | 排名              |
| ------- | ----------------- |
| 1974    | 銅牌              |
| 1978    | 銅牌              |
| 1982    | 金牌              |
| 1986    | 金牌              |
| 1990    | 金牌              |
| 1994    | 银牌              |
| 1998    | 金牌              |
| 2002    | 金牌              |
| 2006    | 金牌              |
| 2010    | 金牌              |
| 2014    | 银牌              |
| 2018    | 金牌              |
| 2022/23 | 金牌              |
| 總計    | 9金牌 2银牌 2铜牌 |

| 年份 | 排名               |
| ---- | ------------------ |
| 1975 | 銅牌               |
| 1979 | 金牌               |
| 1983 | 银牌               |
| 1987 | 金牌               |
| 1989 | 金牌               |
| 1991 | 金牌               |
| 1993 | 金牌               |
| 1995 | 金牌               |
| 1997 | 金牌               |
| 1999 | 金牌               |
| 2001 | 金牌               |
| 2003 | 金牌               |
| 2005 | 金牌               |
| 2007 | 银牌               |
| 2009 | 银牌               |
| 2011 | 金牌               |
| 2013 | 第4名              |
| 2015 | 金牌               |
| 2017 | 第4名              |
| 2019 | 第4名              |
| 2021 | 因新冠疫情取消     |
| 2023 | 银牌               |
| 總計 | 13金牌 4银牌 1铜牌 |

| 年份 | 排名                     |
| ---- | ------------------------ |
| 2008 | 金牌                     |
| 2010 | 金牌                     |
| 2012 | 银牌                     |
| 2014 | 金牌                     |
| 2016 | 金牌                     |
| 2018 | 金牌                     |
| 2020 | 因2019冠状病毒病疫情取消 |
| 2022 | 银牌                     |
| 總計 | 5金牌 2银牌 0铜牌        |

#### 青少年大賽 (U23)
| - 2013 — 金牌 - 2015 — 第5名 - 2017 — 第7名 | - 2015 — 金牌 - 2017 — 未参赛 - 2019 — 金牌 |

#### 青少年大賽 (U21,U20,U19,U18)
| - 1977 — 銀牌 - 1981 — 第5名 - 1985 — 铜牌 - 1987 — 铜牌 - 1989 — 第5名 - 1991 — 第4名 - 1993 — 第9名 - 1995 — 金牌 - 1997 — 铜牌 - 1999 — 第4名 - 2001 — 铜牌 - 2003 — 銀牌 - 2005 — 铜牌 - 2007 — 銀牌 - 2009 — 第10名 - 2011 — 铜牌 - 2013 — 金牌 - 2015 — 第9名 - 2017 — 金牌 - 2019 — 第7名 - 2021 — 因新冠疫情退赛 - 2023 — 金牌 | - 1980 — 未参赛 - 1984 — 银牌 - 1986 — 银牌 - 1988 — 银牌 - 1990 — 铜牌 - 1992 — 金牌 - 1994 — 金牌 - 1996 — 金牌 - 1998 — 金牌 - 2000 — 金牌 - 2002 — 金牌 - 2004 — 金牌 - 2006 — 金牌 - 2008 — 铜牌 - 2010 — 金牌 - 2012 — 金牌 - 2014 — 金牌 - 2016 — 金牌 - 2018 — 银牌 - 2020 — 因新冠疫情取消 - 2022 — 银牌 - 2024 — 金牌 | - 1989 — 未参赛 - 1991 — 未参赛 - 1993 — 未参赛 - 1995 — 第6名 - 1997 — 未参赛 - 1999 — 第5名 - 2001 — 金牌 - 2003 — 金牌 - 2005 — 第7名 - 2007 — 金牌 - 2009 — 第13名 - 2011 — 銀牌 - 2013 — 金牌 - 2015 — 铜牌 - 2017 — 第19名 - 2019 — 第4名 - 2021 — 因新冠疫情退赛 - 2023 — 第10名 - 2025 — 第6名 | - 1997 — 铜牌 - 1999 — 金牌 - 2001 — 金牌 - 2003 — 金牌 - 2005 — 金牌 - 2007 — 铜牌 - 2008 — 银牌 - 2010 — 银牌 - 2012 — 银牌 - 2014 — 铜牌 - 2017 — 银牌 - 2018 — 银牌 - 2020 — 因新冠疫情取消 - 2022 — 银牌 - 2024 — 金牌 |

## 2024年赛程及結果

##### 2024年世界女排聯賽
- 日期: 5月14日至6月23日

| 預賽             | 預賽             | 預賽             | 預賽             | 預賽  | 預賽  | 預賽  | 預賽   | 預賽     | 預賽  | 預賽   | 預賽  | 決賽       | 最終排名 |
| 第1週            | 第1週            | 第1週            | 第1週            | 第2週 | 第2週 | 第2週 | 第2週  | 第3週    | 第3週 | 第3週  | 第3週 | 半準決賽   | 最終排名 |
| 里約熱內盧, 巴西 | 里約熱內盧, 巴西 | 里約熱內盧, 巴西 | 里約熱內盧, 巴西 | 澳門  | 澳門  | 澳門  | 澳門   | 香港     | 香港  | 香港   | 香港  | 曼谷, 泰國 | 最終排名 |
|                  | 美国             | 加拿大           | 塞爾維亞         | 荷蘭  | 日本  | 泰國  | 義大利 | 保加利亚 | 德国  | 土耳其 | 波蘭  | 日本       | 最終排名 |
| ---------------- | ---------------- | ---------------- | ---------------- | ----- | ----- | ----- | ------ | -------- | ----- | ------ | ----- | ---------- | -------- |
| 3–0              | 3–1              | 1–3              | 3–1              | 3–1   | 1–3   | 3–0   | 0–3    | 3–0      | 3–0   | 3–2    | 3–0   | 0–3        | 第5名    |

##### 2024年夏季奧林匹克運動會女子排球比賽
- 日期: 7月27日至8月10日

| 預賽      | 預賽      | 預賽      | 決賽      | 最終排名 |
| 預賽      | 預賽      | 預賽      | 半準決賽  | 最終排名 |
| 巴黎,法國 | 巴黎,法國 | 巴黎,法國 | 巴黎,法國 | 最終排名 |
| 美国      | 法國      | 塞爾維亞  | 土耳其    | 最終排名 |
| --------- | --------- | --------- | --------- | -------- |
| 3–2       | 3–0       | 3–1       | 2–3       | 第5名    |